# Club de Fútbol Monterrey
El Club de Fútbol Monterrey, —coloquialmente conocido como «Rayados» o simplemente «Monterrey», abreviado como «C. F. Monterrey»— es un club de fútbol con sede en Monterrey, México. Fue fundado el 28 de junio de 1945 y disputa sus encuentros como local en el Estadio BBVA, con capacidad para 53 500 espectadores, está ubicado en Guadalupe, en la zona metropolitana de Monterrey. 
Utiliza camiseta blanca y azul a rayas verticales. Es el cuarto equipo mexicano con más torneos consecutivos en primera división con 85, y el sexto equipo con más torneos totales con 87.
Monterrey ha obtenido cinco títulos de Primera División de México y tres de Copa México. A nivel internacional, el equipo ganó en cinco ocasiones (tres de ellas consecutivas) la Liga de Campeones de la Concacaf y también una Recopa de la Concacaf. Es el único equipo perteneciente a la Concacaf que subió al podio del mundial de clubes en dos ocasiones, luego de obtener el tercer lugar en el 2012 y 2019. Monterrey es además el tercer equipo a nivel global con más puntos en la tabla del Mundial de Clubes con diecisiete puntos.
El equipo que le genera mayor rivalidad deportiva a la institución son los Tigres de la UANL, con quien se enfrenta en el llamado Clásico Regiomontano.

## Historia

### Preámbulo
En una época en la cual aún se mantenía latente la Segunda Guerra Mundial, el entonces presidente de la Asociación de Fútbol del estado de Nuevo León, Ángel F. Escobedo, logró llevar a la ciudad de Monterrey la celebración del Campeonato Nacional de Fútbol Amateur. A pesar de problemas económicos y de que en ese entonces el béisbol era el deporte predilecto en la ciudad, el torneo se desarrolló exitosamente del 25 al 31 de marzo de 1945, en el ahora desaparecido Estadio de Béisbol Cuauhtémoc y Famosa. La selección estatal de Nuevo León, llegando a la gran final en calidad de invicto, se coronó campeón en la categoría de Primera Fuerza venciendo 2-1 a la de Jalisco el 31 de marzo de 1945. Fue este éxito deportivo lo que dio para pensar que la ciudad de Monterrey podía albergar a un equipo de la recientemente inaugurada Liga Mayor. Fue así como el 24 de abril de 1945, Ángel F. Escobedo anunció la creación del primer club regiomontano de fútbol organizado, así como su ingreso a la Liga Mayor para la temporada 1945-46. El novel equipo fue formado en su base por jugadores que se coronaron con Nuevo León, tales como Avilán, Bladé, Buanabad, Lizano, Maciel, Rivas, Rivera, y Robles, dirigidos por el también campeón estatal Manuel Galán, además de designar al mismo Estadio Cuauhtémoc y Famosa como su sede para jugar sus partidos de local.

### Fundación
La fundación formal del equipo tuvo lugar el 28 de junio de 1945 cuando se protocolizó la escritura constitutiva del llamado Club de Fútbol Monterrey S.A. de C.V., con domicilio en el número 433 de la calle Hidalgo, apartado postal 973 en Monterrey, Nuevo León, ante el notario público Héctor González, según consta en la escritura número 283. El 12 de julio de ese mismo año, quedó oficialmente inscrito en la Liga Mayor de la Federación Mexicana de Fútbol, convirtiéndose en el decimosexto equipo en formar parte de la liga.
La primera directiva del Club de Fútbol Monterrey estuvo conformada por Enrique Ayala Medina como presidente, Paul C. Probert como vicepresidente, Ángel F. Escobedo como secretario, Ramón Cárdenas Coronado como tesorero, José Fidalgo Carrera, Ing. Alberto Guevara, Dr. Daniel Mir, C.P. Miguel Talavera Acevedo en los vocales, así como Rogelio Cantú Gómez y Miguel Margáin Zozaya en el papel de comisarios, mientras tanto Ernesto Ríos y Fernando Carrera fungieron como delegados en México.
El 19 de agosto de 1945, mismo día del debut profesional del equipo, la directiva publicó un desplegado que apareció en los diarios locales, como una salutación a la afición regiomontana:

La energía, la decencia deportiva, la nobleza y la bondad que son características de toda clase de actividades deportivas, y especialmente el futbol, tienden a la formación de hábitos sanos y costumbres honestas y forjan un espíritu de dinamismo creador dentro de las actividades del medio que nos rodea. Tal ha sido la finalidad de los organizadores del Club de Futbol Monterrey: Proporcionar a la afición regiomontana un espectáculo de relieve y, al mismo tiempo, una escuela objetiva de enseñanzas saludables que afirmen su carácter y eleven su espíritu hacia un fin común: El progreso y el prestigio de nuestra ciudad.
Saludamos, pues, complacidos y llenos de optimismo, tanto a la afición como al público de Monterrey... y ofrecemos poner de nuestra parte todo lo necesario para contribuir al prestigio del futbol nacional.”

Monterrey, 19 de agosto de 1945.

El equipo estaba compuesto por Raymundo Palomino, Victoriano de la Mora, Atenor Medina, Octavio Rivera, Enrique Lizano, José Luis Rodríguez Peralta, José Norberto Toledo, Miguel Quezada, Santiago Bonilla, Gilberto Maciel, Atanasio Medellín, Leonardo Zamudio, Luciano Agnolín, Guillermo Vidal, Evaristo Amézcua, Noé Gómez Tovar, Juan Bladé, Gonzalo Buanabad, Arnulfo Avilán, Ignacio Trelles, Cirilo García Razo, José "Che" Gómez, Emilio Baldonedo, Francisco Zeledón, A. Escalada, Juan Moya, Jesús y Luis Ontiveros, Víctor Lizardi, Juan y Homero Carranza, Cristóbal Liñán y Cruz Banda.

### Los años 40: debut, tragedia, y despedida
El debut del equipo ocurrió con triunfo de 1-0 sobre los Santos del San Sebastián, de León, Guanajuato en el parque Cuauhtémoc de béisbol. El gol del triunfo y primero de toda la historia del Monterrey lo anotó el hispano-argentino José "Che" Gómez.
Casi un mes después, la noche del 14 de septiembre de 1945, el equipo viajaba con destino a la ciudad de Guadalajara pues en la cuarta jornada disputaría un partido contra el Oro. Fue en San Juan de los Lagos, cuando se detuvo para abastecerse de combustible, que el camión se incendió al momento que los jugadores dormían en su interior. En medio de la tragedia, el jugador José "Che" Gómez se convirtió en héroe al salvar de una muerte segura a varios de sus compañeros terminando con quemaduras en el cuerpo y la ropa hecha jirones. A pesar de que en el lugar del siniestro no hubo muertos, muchos resultaron con serias quemaduras y otros con heridas causadas por los vidrios de las ventanas cuando saltaron a través de ellas. Sin embargo, tres meses después, falleció el jugador costarricense Enrique Lizano Benavides a la edad de 28 años. Tiempo después también murió el jugador Leonardo "Cuadros" Vidal y Eduardo Quezada ya no pudo jugar por sus heridas. Otros que resultaron con lesiones fueron Evaristo Amezcua, Buenabad, Olvera, Cardona, Medellín, Rodríguez Peralta, el entrenador Manuel Galán así como el chofer del camión. A raíz de la desgracia, todos los clubes del fútbol mexicano se solidarizaron con el Monterrey y le cedieron jugadores sin cobrar por la transferencia. Así llegaron al equipo Manolo Pando, José Nogueira, Juan Moya, Ignacio Trelles, Escalada, Zeledón, Carlos Quiroz, Ricardo Benítez, Tello, Altamirano, Luna y Emilio Baldonedo.
A pesar del buen gesto, el Monterrey nunca pudo recuperarse anímicamente de aquella desgracia, además de ser agobiado por los problemas económicos, finalizó el torneo como el cuadro más goleado y en el último lugar general por lo que pidió su retiro voluntario de la liga el 23 de junio de 1946, mismo día que disputó su último partido de la temporada perdiendo de local ante el Atlas. Fue entonces que Ramón Cárdenas Coronado, quien suplió en la presidencia del equipo a Enrique Ayala Medina, anunció su reestructuración, sin embargo el equipo desapareció.

### Los años 50: el regreso
Luego de aquella primera trágica aventura en la Liga Mayor, volvió a aparecer su nombre en el amateurismo en una etapa de la cual se conoce muy poco a cargo de Jesús “La Morena” Garza Cantú, quien fungió en el papel de presidente. Sin embargo, en 1952 ya bajo el mando del presidente de la Asociación de Fútbol del estado de Nuevo León, Carlos Canseco, el mismo equipo pero reforzado fue aceptado oficialmente para ingresar a la recién organizada segunda división, no sin antes tener que librar un par de obstáculos más.
El 1 de julio de 1952 se informó que el club regio sería registrado ante la Secretaría de Relaciones Exteriores con el nombre de Asociación Deportiva Monterrey (A.D.M) teniendo que cambiar su nombre debido a que el nombre con el que fue organizado “Club Deportivo Monterrey A.C.” ya estaba registrado en la mencionada secretaría. Finalmente con el paso de los años el nombre regresaría a ser Club de Fútbol Monterrey manteniendo su identidad como asociación civil.
Al ingreso del club a la segunda división se oponían casi todos los demás equipos, quienes aducían la larga distancia que tendrían que recorrer para jugar en la norteña ciudad puesto que históricamente la gran mayoría de los equipos de fútbol en México han estado basados en el centro y sur del país. Incluso, pedían que el equipo regiomontano cubriera por lo menos la mitad de los gastos de traslado, algo que fue rechazado cabalmente. Como consecuencia el domingo 6 de julio de 1952 se informó que el Monterrey no fue aceptado para jugar en la segunda división, pero los directivos se declararon en sesión permanente y lucharon para que se modificara el fallo. Así, tras exponer infinidad de argumentos, el 14 de julio la Segunda División aprobó el ingreso del Monterrey que registró como su sede al Estadio Tecnológico.
La directiva además del presidente Carlos Canseco González incluía a quien fuera presidente del equipo durante su etapa amateur Jesús Garza Cantú, además de Manuel Ortiz Jr., Ramón Pedroza Langarica, César M. Saldaña, Ramón Oviedo Martínez, Álvaro Zavala, Leopoldo Urdiales, y a José Fidalgo como el único directivo vigente de aquella primera temporada de 1945-46. El representante en México era José Ramón Ballina. Con José Muguerza como técnico, el equipo debutó en la temporada 52-53 de visita frente al Toluca alineando por Monterrey: Rodolfo Marrón, Carlos Martínez, Reyes Cortés, Luis Morales, Miguel Martínez, Jesús Parrilla, Mario García Peña, Ignacio Álvarez, Roberto Gálvez, Joaquín Parrilla y Guillermo Rodríguez. Además, en aquel plantel había estos otros jugadores: Federico Flores, Rogelio Moncada, José Mercado, Honorato Castañeda, Alfonso Villarreal, Francisco Aldrete, Luis Pando, Luis Álvarez, Miguel Contreras, Ángel Villalpando, Guadalupe Acosta, Guadalupe Mercado, José Gálvez, Salvador Ruvalcaba, Cristóbal Liñán, Homero Carranza, Ignacio "Cuervo" Álvarez y Ramiro Luna.
Las primeras temporadas del Monterrey en segunda división estuvieron llenas de incertidumbre y no fue sino hasta 1955-56 cuando conquistó el primer campeonato de su historia y el ascenso a la primera división. Ya para entonces se habían agregado a la directiva del equipo Javier E. Madero, Alejandro Garza Lagüera, José Calderón Ayala, Jorge Morales Treviño, César G. Lozano, Enrique Serazzi, Carlos Jacks, Mario Castillejos, Xavier Toussaint, Rafael Gutiérrez, Francisco Barrenechea, Plutarco Guzmán, y Andrés S. Fischer. El director técnico campeón fue Manolo Pando, quien llevó al equipo regiomontano al título con 13 victorias, 8 empates, 3 derrotas, 42 goles a favor, 31 en contra y diferencia de goleo de +11, en 24 juegos. El plantel campeón fue el siguiente: José Cruz "Potrillo" Martínez, Filemón "Bragaña" Torres, Salvador "Chino" Saucedo, Pablo Muñiz; "Madrileño" Sánchez, Miguel Contreras, Ángel Villalpando, Ignacio "Zorro" Vargas, Pablo Thompson, Carlos "Chato" Bautista, Roberto Sánchez Mejía, Miguel Burela, Cándido Flores, Jesús "Molestias" Núñez, Luis Álvarez, José Antonio "Moro" Juárez, Gualberto Vicente Laperuta, Pedro Anguiano "La Perica", Guillermo Rodríguez, Guillermo Álvarez y Jesús "Chuta" Medina.
Ya en el máximo circuito, en la temporada 56-57 el Monterrey se reforzó con el ídolo Horacio Casarín, los argentinos Alcide Zamaro "El Divino Calvo", Mario Imbelloni y Héctor "Cacho" Uzal, así como el arquero Humberto Gama, Pedro de Alba y Rubelio Esqueda. Reapareció en el máximo circuito el 8 de julio de 1956 perdiendo ante el Zacatepec por 2-1. A pesar de los refuerzos, terminó en el sótano general y descendió a la segunda división por primera y única vez en su historia. Los siguientes torneos dominó el circuito de ascenso estando cerca de conquistar la liga en las dos siguientes temporadas y logrando el subcampeonato de Copa en la campaña 1957-58, pero no fue sino hasta la temporada 1959-60 cuando volvió a ser campeón y regresó al máximo circuito.

### Los años 60: el ascenso definitivo
El 20 de marzo de 1960 el equipo regiomontano, que ya tenía como presidente a Lorenzo Garza Sepúlveda, logró nuevamente el título y con ello el ascenso a la Primera División, de la cual no ha vuelto a descender, al vencer 3-0 al Orizaba en el Tecnológico con goles de Julián Briseño, penal del "Moro" Juárez y un gol de Eugenio Almirón. Incluso ya en primera, los Rayados ganaron el título de Campeón de Campeones de Segunda División, al vencer 1-0 al Texcoco con gol de Agustín "Chiras" Prieto.
Sin embargo, sus primeras temporadas en el máximo circuito después de su segundo ascenso fueron de constante peligro de descender, pues en la campañas 1960-61, y 1961-62 terminó peleando el último lugar hasta las últimas fechas del campeonato salvándose agónicamente. En 1962, ya con José Rivero Azcárraga en la presidencia, llegó a la dirección técnica el legendario uruguayo Roberto Scarone, tras de ser bicampeón en la Copa Libertadores con el Peñarol, y con figuras como Ignacio "Gallo" Jáuregui, el peruano Claudio Lostanau y Raúl Chávez de la Rosa, entre otros, los Rayados mejoraron su rendimiento y comenzaron a pelear los primeros lugares. En la temporada 1962-63 terminó en quinto lugar, en la 63-64 tercero, lo mismo que en la 64-65, campaña en la que perdió ante el América la Final de la Copa México 1964.
En la temporada 1965-66, llegó el argentino Enrique Álvarez Vega, bajo cuyo mando el equipo terminó en cuarto lugar, y a la siguiente en octavo. En la temporada 67-68, comandado por el austriaco Skender Perolli, quien venía de dirigir en Italia, el equipo otra vez tuvo que pelear por el no descenso, y se salvó en la jornada 29. Para la siguiente campaña, la 68-69, volvió Scarone, pero terminaría como director técnico el "Gallo" Jáuregui, con Alejandro Rodríguez como presidente. Se volvió a disputar la Final de Copa ahora ante el Cruz Azul en la Capital del país, perdiendo 2-1 en el segundo tiempo extra. Para la temporada 1969-70 llegó el técnico argentino Alberto Echeverri de manera provisional mientras volvía Jáuregui, quien había sido mandado a Europa a estudiar algunos cursos.

### Los años 70: la época dorada
En la temporada de 1970-71 el Monterrey nuevamente se vio involucrado en los últimos lugares por no descender. Llegaron refuerzos como Nilo Acuña y Castiglia, con lo cual se salvó la temporada en los últimos juegos y evitaron el descenso.
Ya con "El Gallo" Jáuregui de regreso en el timón, se escribió la que se considera la "época de oro" albiazul, pues llegó a los primeros planos del fútbol mexicano y se convirtió en un equipo protagonista. Se armó un gran plantel, con jugadores como Guarací Barbosa, Gustavo "Halcón" Peña, Ubirajara Chagas, Juan González, Francisco Solís, Francisco Bertocchi, Milton Carlos, Nilo Acuña, Luis Montoya, Alfredo "Alacrán" Jiménez y Pedro Damián, entre otros, el Monterrey fue un cuadro espectacular, que a pesar de no poder ser campeón, es considerado uno de los mejores equipos que ha visto el fútbol mexicano en toda su historia.
El gran responsable de esa transformación fue Alberto Santos de Hoyos, quien como presidente forjó la historia grande del equipo, además de idear y construir El Cerrito, las instalaciones deportivas y casa-club, que fue inaugurado el 30 de mayo de 1975 y que en su momento fue comparado a los complejos deportivos que tienen los grandes clubes del mundo. El Monterrey terminó en tercer lugar general la temporada 1970-71, y a la siguiente campaña, ya bajo el sistema de Liguilla, vuelve a quedar tercero, tras perder la Semifinal en un duelo contra el América que se extendió a un tercer partido de desempate. No clasificó en la 72-73, y para el siguiente año se armó a uno de los equipos que mejor rendimiento ha tenido en una temporada larga y que jugaba regularmente con: José Ledesma, Magdaleno Cano, Gustavo Peña, Guarací Barbosa y Basilio "Bacho" Salazar; Francisco "Vikingo" Bertocchi, Juan González y Francisco "Paco" Solís; Luis Montoya, Milton Carlos (quien marcó 22 goles) y Rubén Corbo; dirigidos por el "Gallo" Jáuregui. Ganó 22 partidos, empató 4, perdió 8, para hacer 48 puntos, con 65 goles a favor, 36 en contra y una diferencia de +29. Quedó segundo, ya que en la semifinal venció 4-3 al Atlético Español en el Estadio Azteca, pero en el Universitario perdió 3-1.
En la temporada 74-75 terminó séptimo y el equipo tuvo una excelente explosividad goleadora, al marcar 72 goles (récord interno para una temporada larga), pero no clasificó y Jáuregui tuvo que dejar el timón, el cual tomó el chileno Fernando Riera, con quien en la campaña 75-76 el Monterrey se metió a la Liguilla como quinto lugar. En Cuartos de final eliminó al considerado equipo de la década, el Cruz Azul, con un 5-1 en el Universitario y 2-1 en el Azteca; en semifinales, en uno de los más grandes "robos" que se recuerda, el árbitro Jorge Alberto Narváez, al no marcar un escandaloso fuera de lugar, lo dejó fuera, favoreciendo a la U. de G.
Después de este acontecimiento llegó a la presidencia Héctor Villarreal seguido por Ignacio Santos de Hoyos, quien realizó una flamante contratación para el timón rayado, pues trajo a Filpo Núñez, quien llegó con la etiqueta de ser el único argentino en dirigir a la legendaria Selección Brasileña, tricampeón del mundo, sin embargo poco pudo hacer y el equipo terminó la temporada 76-77 sin pena ni gloria. Regresó el chileno Riera para la 77-78 sin que pasara nada; luego, en la 78-79, el Monterrey terminó noveno y clasificó bajo la dirección técnica de los brasileños Otto Gloria y al final Ubirajara Chagas, pero fue eliminado en la primera fase de la Liguilla. La temporada 79-80 la inició con Gustavo "Halcón" Peña como técnico, pero luego fue reemplazado por Ubirajara Chagas, y el equipo quedó en el puesto 12, sin clasificar. Toda la década de los 70, el equipo fue apoyado por siete de las principales empresas de Monterrey, reunidas por Alberto Santos de Hoyos.

### Los años 1980: bajo presupuesto/título impensado
Sin embargo eso cambió en los 80, pues la década comenzó con el traspaso del equipo al Grupo Protexa, quien posteriormente se erigiría en dueño del club y de El Cerrito, a pesar del compromiso moral que habían establecido las empresas regiomontanas que habían colaborado con el club y que señalaron que el Monterrey era patrimonio de la comunidad regiomontana. Con Fernando Olvera como presidente, los Rayados volvieron al Estadio Tecnológico, y se inició una década que se caracterizó por el limitado presupuesto económico con el que contó el Monterrey.
Bajo el mando del argentino Pedro Dellacha, finalizó la temporada 80-81 en décimo lugar, sin clasificar. Durante la 81-82 entró al quite el uruguayo Héctor Hugo Eugui, volvieron a ser décimos, pero clasificaron de manera milagrosa en la última fecha del torneo. En Cuartos de final venció 1-0 al América en casa, pero en el Azteca fue goleado 4-1 y eliminado. En la 82-83, con el mexicano Vicente Pereda en el timón, el Monterrey terminó en el lugar 18 de la tabla general y se salvó de descender en la penúltima fecha. En la 83-84, ya con el uruguayo Roberto Matosas como entrenador, Protexa invirtió en refuerzos para que el equipo recuperara el protagonismo, sin embargo, el equipo quedó en undécimo lugar y en la Liguilla quedó eliminado ante el América con un global de 2-1. Tras del fracaso, Protexa decidió desprenderse de la mayoría de esas figuras que había traído. A cambio, se echó mano de los jugadores de Fuerzas Básicas, dejando como entrenador a Matosas, quien implantó las medias rojas en el uniforme del Monterrey, las que se mantuvieron hasta la campaña 88-89, esto porque decía que los jugadores debían tener los pies calientes y el rojo era el color del fuego. Sin embargo, Matosas no terminaría la temporada 84-85, pues ante los malos resultados fue relevado por el joven técnico regiomontano Francisco Avilán, proveniente de las Fuerzas Básicas. Los albiazules terminaron en el penoso lugar 15, pero la nueva generación rayada venía empujando fuerte.

#### 1° Campeonato (México 1986)
A pesar de que en el Torneo Prode 85, el equipo finalizó en el lugar 18, la directiva mantuvo en el timón a Avilán para el siguiente torneo. El segundo torneo oficial corto en el cual participaron 20 equipos, llamado Torneo México 86 dado que en ese torneo se jugaría el Mundial, el equipo fue conformado por jugadores de la cantera rayada con algunos refuerzos extranjeros de calidad. El Monterrey realizó una temporada de ensueño, terminando de puntero general, con 13 juegos ganados, 3 empatados, 2 perdidos, 43 goles a favor, 18 en contra, y una diferencia de +25, siendo el equipo menos goleado, el que más ganó, el que menos juegos perdió, el "Abuelo" Cruz fue el campeón goleador del torneo con 14 tantos, además de que el "Wama" Contreras, marcó un gol de portería a portería en Puebla contra Ángeles y Reynaldo Güeldini marcó un gol olímpico contra Pumas, sin olvidar el espectacular gol de tijera, prácticamente sin ángulo, del "Abuelo" Cruz ante Toluca. En la Liguilla, eliminó al Atlante en Cuartos de final, con un 0-0 en México y un aplastante 6-0 en casa; en Semifinal superó al Guadalajara con un 1-0 en el Jalisco y 1-0 en suelo regio. En la Final se enfrentó al Tampico-Madero, sublíder general, perdiendo 2-1 en el Tamaulipas y el 1 de marzo de 1986, ante un estadio Tec a reventar, Güeldini empató el global con un penalti cometido sobre Mario Souza "Bahía", y en tiempo extra "el Abuelo" Cruz anotó el gol que les dio el triunfo y la corona.
Fecha: 1 de marzo de 1986.
| Contreras J. García Luna Tadei Campa Muñoz Ortega Gamboa Güeldini Becerra Bahía Cruz |

|  |

Resto del Plantel: Román Ramírez (portero); Antonio González, Álvaro Fuentes, Mario y José de la Fuente, Armando y Enrique Rivas, y Daniel Mora (defensas); Cuauhtémoc Vargas, Francisco Romero y Missael Espinoza (mediocampistas); Juan Antonio Flores Barrera (delantero).
Para la temporada 86-87, se contrataron algunos refuerzos, pero los Rayados fueron irregulares y terminaron en el lugar 12, clasificándose a duras penas, pero en Cuartos de final empataron 3-3 en casa, y en la Perla Tapatía cayeron 1-0 para quedar eliminados. La armonía en la plantilla la había resquebrajado Avilán y eso le costó su salida. Para la 87-88, José Ledezma tomó al equipo a pesar de que salieron algunos jugadores que habían conquistado el título y a cambio se trajeron refuerzos de menor jerarquía, y el equipo terminó en el puesto 16. A pesar de no contar con presupuesto para reforzar debidamente el equipo, Ledezma siguió en el timón en la 88-89 y a las pocas fechas fue despedido, llamándole al veterano timonel chileno Fernando Riera, quien por tercera vez aceptó volver a dirigir al Monterrey, salvando al equipo del descenso, terminando en el lugar 17.
Cuando ya la afición rayada pedía a gritos un cambio de mando, Protexa decidió vender el equipo, el cual sería adquirido en 1989 por un grupo de empresarios regiomontanos, teniendo como figuras principales a los hermanos Jaime y Manuel Rivero Santos, quienes serían presidente y vicepresidente, respectivamente. Lograron patrocinios de la Casa de Bolsa ABACO, un rediseño al uniforme y al escudo y la implantación del Himno del Monterrey, que sigue vigente y que fue realizado por el compositor argentino Luis Aguilé. En la temporada 89-90 se trajo al técnico chileno Pedro García, se dejó la base de los jugadores de la cantera, con algunos refuerzos extranjeros, pero a pesar de lograr buenos números, no logró nada sobresaliente.

### Los años 1990: de la abundancia a las penurias
Para la 90-91 se agregaron más refuerzos de calidad como Carlos Hermosillo y Manuel Negrete, y el Monterrey se clasificó a la Liguilla como cuarto lugar, pero en Cuartos de final fue eliminado por el Puebla con un arbitraje polémico de parte de Marco Antonio Miranda. En la campaña 91-92, ya con ABACO como dueño y con Jorge Lankenau Rocha como presidente, el Monterrey contrató como entrenador a Miguel Mejía Barón, quien venía de hacer campeón a los Pumas.

#### Campeón Copa México 1991-92
El 8 de septiembre de 1991 los Rayados ganarían la Copa México al ganar en casa por marcador de 4:2 a las Cobras de Ciudad Juárez en un Estadio Tecnológico lleno a su máxima capacidad. Los goles rayados fueron de Germán Martellotto y dos de Guillermo Vázquez, mientras que por los fronterizos había abierto el marcador el hondureño Eduardo Bennett, y ya cerca del final Víctor "El Caballo" Cosío logró el segundo tanto. Apenas un año antes, el mismo equipo (pero dirigido por el chileno Pedro García) había conseguido su mejor temporada en la historia al finalizar con 47 puntos en el torneo de liga.
Fecha: 8 de septiembre de 1991.
| Carpizo González Hisis Bautista Muñoz García Salgado Vázquez Espinoza Martellotto Valdez Cruz Gutiérrez |

|  |

Para la temporada 1992-93, tras de una primera vuelta donde terminó como superlíder, por cuestión de negocios, Lankenau dejó ir a Mejía Barón, para que tomara el timón de la Selección nacional de México, y dejó en su lugar a quien era su auxiliar Hugo Hernández, quien no pudo lidiar con la plantilla de estrellas que tenía, terminó relegando hasta cinco titulares, y el equipo perdió la final ante un Atlante que tuvo a su merced en el juego de ida, pero al que no solo perdonó, sino que permitió que ganara 1-0 en el Estadio Azteca, con 10 hombres, y que en el Tec lo rematara con un 3-0.

#### Campeón de la Recopa de la Concacaf 1993
El campeonato de copa le dio el derecho a disputar el torneo de la Recopa de la Concacaf, obteniendo el campeonato tras derrotar en el último partido del cuadrangular final celebrado en Los Ángeles al equipo Luis Ángel Firpo de El Salvador por marcador de cuatro por tres el 1 de agosto de 1993. Los goles del partido fueron anotados por Gerardo "El Shaggy" Jiménez, Luis Hernández y dos del argentino Sergio "El Pibe" Verdirame. El técnico rayado era Hugo Hernández y con este título el CF Monterrey se instaló entre los primeros 100 mejores equipos del mundo.
Fecha: 3 de agosto de 1993.
| Ruiz Díaz R. Hernández J. Hernández Tavares Arévalo Noriega Plascencia Esquer Jiménez Verdirame González L. Hernández |

|  |

Pero tras de la abundancia que vivieron, los Rayados de pronto vivieron penurias por los problemas económicos del entonces presidente de la institución Jorge Lankenau, quien inclusive en noviembre de 1997 enfrentó problemas legales por fraude. En el año de 1999 el Monterrey enfrenta dos retos muy importantes: la lucha por no descender a la división de ascenso y la Copa Libertadores. Durante el torneo verano 99 el club mantuvo una lucha intensa contra el Puebla por no caer al último lugar de la tabla de porcentajes. Durante el transcurso del torneo Rayados se vio en la necesidad de cesar a su director técnico, el señor José Treviño, un hombre hecho en la institución pero que no arrojo buenos resultados. Fue entonces que el paraguayo Carlos Jara Saguier arribó al equipo. El cambio le vino bien al club dado que se mantuvo alejado del último lugar. El 9 de mayo de 1999 es recordado por los aficionados a la Pandilla como un día angustiante, pues se estuvo muy cerca de perder la categoría. En la jornada diecisiete Monterrey se enfrentó al Puebla en un encuentro que resolvería que equipo iría a la categoría inferior. Sergio "Alvin" Pérez, jugador extraído de las fuerzas básicas del club, anotó el gol que ponía enfrente al Monterrey y lo salvaba del descenso a pase de Francisco Javier Cruz, un histórico del equipo que trece años atrás le había dado al club su primer trofeo de liga y quien se retiraba ese día, teniendo como escenario a un repleto Estadio Tecnológico.
Monterrey tuvo el honor de ser el único representante mexicano en la Copa Libertadores 1999 convirtiéndose en el tercer equipo mexicano de la historia en disputar la Copa Libertadores solo después de América y Guadalajara. El camino de los Rayados hacia esta copa empezó un año antes en un torneo eliminatorio previo llamado Pre Pre Libertadores 1998, el cual se llevó a cabo en forma de play-offs donde el equipo derrotado era eliminado. Monterrey eliminó primero a Club Deportivo Cruz Azul y después al Guadalajara, ambos por la vía de los penales. En la final celebrada en Los Ángeles, derrotó al Santos Laguna por marcador de cuatro por tres. El siguiente paso en la búsqueda del boleto a la Libertadores fue la Copa Pre Libertadores disputada ante el Necaxa y los equipos venezolanos Estudiantes de Mérida y Universidad de Los Andes Fútbol Club. El equipo superó a estas escuadras y junto con Estudiantes se ganó el derecho de competir en Copa Libertadores. Ahí se vería de nuevo las caras con el equipo de Venezuela, además de los uruguayos Bella Vista y Nacional. Diversos problemas tales como la intervención por parte de la Secretaría de Hacienda y Crédito Público, adeudos con el sueldo de jugadores y con el pago de jugadores transferidos al equipo, un plantel limitado en calidad y cantidad, y el cambio de entrenador fueron causantes de que el equipo experimentara una crisis económica y futbolística. El jugar la Copa Libertadores era una forma de dar a conocer al equipo, a la ciudad, y a la afición internacionalmente pero no dejaba de ser una motivación que consumía recursos monetarios y humanos, dados los largos viajes hacia Uruguay y Venezuela y la sobrecarga de partidos y horas de vuelo. A pesar de esto Monterrey dejaba atrás todos los problemas que lo aquejaban en México e iba a Sudamérica a cumplir con el compromiso de competir en el torneo continental. El 25 de marzo vence al Nacional en el Estadio Centenario de Montevideo por marcador de tres por dos en el último partido de la fase de grupos, con dos goles del brasileño Sinha (uno de penal), y otro más de Érick Hernández en tiempo de compensación convirtiéndose en el primer equipo mexicano en conseguir una victoria de visitante en esta competición. Sin embargo, después Bella Vista goleó a Estudiantes por marcador de cinco por uno y dejó fuera a los Rayados por mejor diferencia de goleo. Al final, Monterrey terminó la Copa con siete puntos de dieciocho disputados, una cosecha que resultaba valiosa por los diversos problemas que el club tenía.

### Los años 2000: llega FEMSA y la estabilidad
Después de haber superado la lucha por la permanencia en la Primera División, la Secretaría de Hacienda que mantenía intervenido al club por las deudas que tenía con ese organismo, decidió dejar su administración en manos de FEMSA, empresa dedicada mayormente a la comercialización de bebidas como Coca-Cola y Carta Blanca, además de tiendas como la cadena Oxxo. También seguía el patrocinio de Bimbo, que seguía inyectando recursos al club para sanear sus ya muy dañadas finanzas. Era necesario cambiarle la cara al equipo, por lo que llegaron once refuerzos al plantel incluidos jugadores de renombre como Pedro Pineda y Claudio da Silva "Claudinho", que se le unieron al nuevo técnico Eduardo Solari y al emblema del equipo, el argentino Antonio Mohamed.
Aun así, el desempeño del equipo en el torneo invierno 99 fue gris, recordado por episodios como la derrota de local contra Atlas por marcador de cero por cuatro donde la afición en una protesta ante los resultados le dio la espalda al equipo. Fue inminente la renuncia al cargo de entrenador por parte de Solari, por lo que llegó su auxiliar al timón, el recordado exjugador rayado Magdaleno Cano Ferro. Cano dirigió interinamente unos cuantos partidos antes de que la directiva anunciara la contratación del extécnico de Real Madrid, el español Benito Floro. Además fue anunciada la contratación de Jesús Arellano, aquel jugador mundialista en Francia '98 y que fue vendido a Chivas para combatir la crisis económica, volvía al equipo para ponerse a las órdenes de Floro y guiar a la ofensiva del plantel. El entrenador ibérico se dio cuenta de que el Monterrey estaba en una crisis futbolística y que había muchísimo trabajo por realizar.
El siguiente torneo, Verano 2000, venía como la oportunidad para Floro de demostrar su calidad como estratega. Por otra parte el tema del descenso seguía latente, puesto que apenas había pasado un año del partido decisivo frente al Puebla y no se habían conseguido los puntos suficientes para salvarse. En esta ocasión el rival en la lucha por no descender sería el Toros Neza. El punto más crítico se alcanzó en la jornada nueve, ya que venía el partido clave en la lucha por no descender ante el mismo Toros Neza, esta vez no era en la última jornada y era la perfecta ocasión para separarse tres puntos de ese rival. El partido fue peleado, al medio tiempo el marcador aún estaba en ceros, y en el espacio de descanso en el partido fueron regalados balones por parte de un patrocinador. Al volver del vestidor el Monterrey dio una desastrosa actuación y perdió el partido por cero a tres. La afición molesta una vez más con la pobreza en los resultados, arrojó los balones regalados a la cancha, como una nueva protesta. Fiel a su costumbre el Monterrey se sobrepuso a esta y otras goleadas en el torneo. Era sábado de gloria, y los Rayados se enfrentaron al superlíder y futuro campeón del torneo, el Toluca. El primer tiempo terminó con un uno por dos en contra pero el Monterrey demostró su espíritu luchador y terminó el partido con victoria de seis a dos rompiendo una racha de nueve partidos sin ganar y salvándose del descenso.

#### 2° Campeonato (Clausura 2003)
El segundo título de su palmarés después de diecisiete años fue el campeonato del torneo Clausura 2003, de la mano del argentino Daniel Passarella como entrenador. Los Rayados nunca olvidarán la semifinal, ya que en ella eliminaron a sus acérrimos rivales deportivos, los Tigres, a los que vencieron en el Clásico Regio 71 con un aplastante uno por cuatro, en medio de un Estadio Universitario hostil y un equipo auriazul sediento de venganza. Y aunque en la vuelta perdieron uno a dos en el Tec, los felinos no les pudieron quitar el sabor que dejó la victoria que habían logrado tres días atrás. La final de vuelta tuvo lugar el 14 de junio de 2003 jugando como visitante ante el Club Monarcas Morelia de Michoacán ganando por marcador global de 3-1. Los goles del Monterrey fueron anotados por Walter Erviti, Guillermo Franco y Héctor Castro de penal, descontando por el cuadro michoacano Adolfo Bautista hacia el final del encuentro del partido de ida.
Fecha: 14 de junio de 2003.
| Martínez Chávez Rotchen Rogeiro Rodríguez Arellano Mendoza Castro Pérez Erviti Huitrón Franco Alex Avilán |

|  |

En el Apertura 2004 Monterrey accede a la liguilla en el torneo de debut de Miguel Herrera como técnico, venciendo al Pachuca por global de 3 - 2, luego venciendo al Atlante por global de 7-3 y perdiendo la Final ante los Pumas de la UNAM por marcador global de 3 - 1 tras perder por 2-1 en México y 0-1 en el Tecnológico. En el Clausura 2005, se metió en la Liguilla, siendo eliminado en Cuartos de final, por la mejor posición general del Cruz Azul, pues empataron 0-0 en casa y 3-3 en el Estadio Azul.
Un año después, en el Apertura 2005, los Rayados del Monterrey logran su mejor cosecha de puntos hasta entonces en la historia de los torneos cortos con 35 puntos y logrando imponer un récord en la historia de los torneos cortos como el equipo con más juegos consecutivos ganando como visitante (7); 6 de Liga y 1 de Liguilla, logrando así quedar en segundo lugar de la competencia y, tras vencer fácilmente a los Tecos de la UAG por global de 7-0, de nueva cuenta enfrentan al conjunto de los Tigres perdiendo el primer partido en la cancha del universitario 1-0 con gol de Sixto Peralta pero en el partido de vuelta ganaron 2-1 con el gol recordado de Guillermo Franco que a 5 minutos del final logra dar un remate de forma un poco ortodoxa para dar el pase a la final al club de Fútbol Monterrey empatando en el global 2 - 2, lo cual le valió para acceder por mejor ubicación en la tabla general a la Gran Final contra el Club Deportivo Toluca, donde perdieron por marcador global de 6 - 3 con un polémico arbitraje en el juego de vuelta de Marco Antonio Rodríguez
En el torneo Apertura 2006 llegaron a la liguilla, en el primer juego empataron 0:0 en el Estadio Tecnológico contra los Diablos Rojos del Toluca, pero en el de vuelta perdieron 2:1, con un gol de penal marcado por Sebastián "El Loco" Abreu, pero antes les habían anulado un gol de tiro libre ejecutado por Jesús "El Cabrito" Arellano. Con un marcador global final de 2:1 el equipo de Miguel "El Piojo" Herrera, fue eliminado de la liguilla.
Tras varios torneos con bajo nivel fue cesado Miguel Herrera como entrenador regiomontano, en su relevo entró Issac Mizrahi, y después del Interliga llegó Ricardo La Volpe, con quien clasificaron a la liguilla del Clausura 2008 derrotando al líder general, al Club Deportivo Guadalajara, en los cuartos de final por marcador global de 8-5. Posteriormente se enfrentaron en la semifinal ante el Santos Laguna donde igualaron por global de 3-3, siendo eliminados debido a la mejor posición en la tabla general el conjunto Lagunero.

#### 3° Campeonato (Apertura 2009)
Tras haber pasado a la liguilla y ya con Víctor Manuel Vucetich en el banquillo, Monterrey se encontraba en el quinto lugar de los 8 equipos ya clasificados. Su primer rival sería el equipo de las águilas del Club América, en donde en el global terminaría en un 2-1 siendo el Monterrey quien pasaría a la siguiente ronda, siendo que en el partido de ida rayados ganaría con un gol de Aldo de Nigris que sería el jugador más inspirado ya que su hermano Antonio de Nigris había fallecido en Grecia por un problema cardiaco. El partido de vuelta Rayados caía 1-0 frente al América pero 10 minutos antes de acabar el partido Humberto Suazo anotaría el 1-1 y el pase a las semifinales dejando a las águilas fuera del torneo. Estando en la semifinal, el Monterrey jugaría contra los diablos rojos del Club Deportivo Toluca, quienes habían ganado la final contra rayados en el Torneo Apertura 2005; Monterrey saldría a ganarles con dos goles de ida, y un empate de uno a uno de regreso, dejando el global con 3-1.
El partido de ida de la final, se llevó a cabo en el Estadio Tecnológico de Monterrey, ganando los rayados 4-3 contra el Cruz Azul, todo se dio por hecho el 13 de diciembre de 2009 en el Estadio Azul, dejando un marcador de 2-1 a favor de Rayados, viendo su participación como la mejor posible, pues durante toda la liguilla no cayeron ante ningún equipo, siendo los justos vencedores.
Fecha: 13 de diciembre de 2009.
| Orozco Meza Baloy Davino Basanta Paredes Santana Martínez Pérez Galindo Ayoví Suazo De Nigris Zavala |

|  |

### Los años 2010: tricampeonato de Concacaf, Clásico Regiomontano en Finales y Mundiales de Clubes

#### Campeón InterLiga 2010
Ya en enero del 2010 y después de solamente realizar una pretemporada de 4 días; el CF Monterrey se imponen al Club América en la Final del Torneo Interliga 2010 en la tanda de penales 3-1 al terminar empatados 0-0 en tiempo regular, cabe destacar la intervención del cancerbero de Monterrey Jonathan Orozco, que atajó dos tiros penales para así poder agenciar de nueva cuenta un título para su equipo. Pavel Pardo, jugador americanista, desperdició el cuarto disparo de su equipo, sentenciando así el cupo del torneo continental a manos de los Rayados, con esto el Monterrey consiguió su pase directo a la Copa Libertadores 2010 como México 2, donde enfrentó en el Grupo 2 al Once Caldas de Colombia, Nacional de Paraguay y al São Paulo de Brasil, realizando una actuación discreta ya que terminó tercero en el grupo con 6 puntos.
En el torneo local el Club de Fútbol Monterrey clasifica como superlíder a la liguilla del Torneo Bicentenario 2010 tras empatar en la última jornada 1-1 con el Club Monarcas Morelia en el Estadio Morelos y así conseguir 36 unidades lo que representa su mejor cosecha de puntos en torneos cortos. En los cuartos de final los Rayados del Monterrey se enfrentaron al Club de Fútbol Pachuca perdiendo 1-0 en el partido de ida y en el partido de vuelta en el Estadio Tecnológico los Rayados perdieron por un marcador de 2-1 para finalmente terminar con marcador global de 3-1 en favor del Pachuca y así ser eliminados del Bicentenario 2010.

#### 4° Campeonato (Apertura 2010)

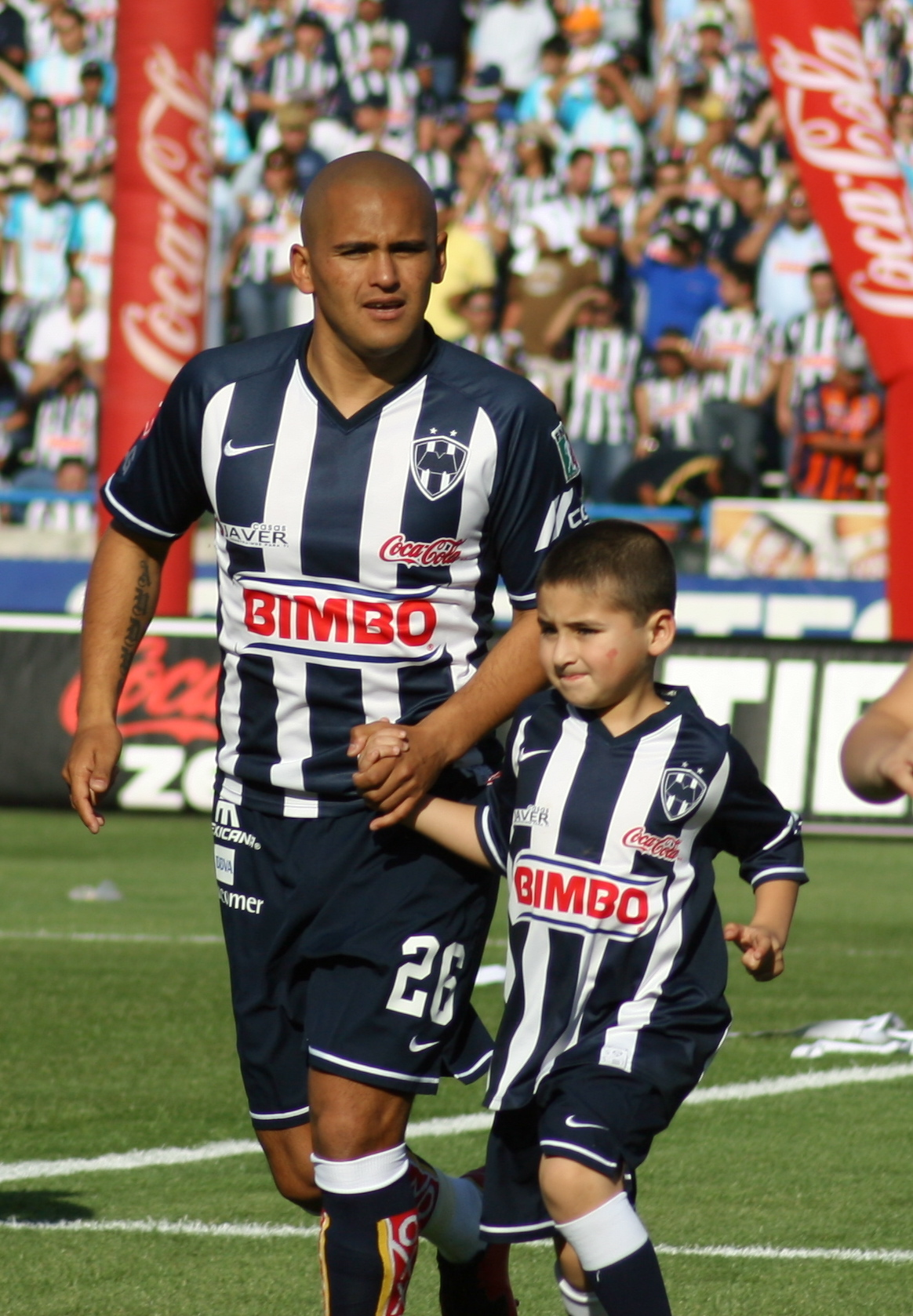
Humberto Suazo goleador histórico del club; fue de gran importancia en la consecución de los títulos del Apertura 2009 y Apertura 2010. Además del tricampeonato en la Liga de Campeones de la Concacaf 2010/2011, 2011/2012 y 2012/2013.

Tras un buen torneo, el Monterrey entra a la liguilla con un total de 32 puntos; como segundo lugar general de la tabla, en la cual tendría que enfrentarse al Pachuca con una desventaja técnica ya que en el último partido del torneo regular ante el Club Deportivo Guadalajara, sufrió tres expulsiones de elementos importantes como Jonathan Orozco, Luis Ernesto Pérez y Severo Meza.
Aun así, con un empate global de 4-4 ante el Pachuca los Rayados de Monterrey avanzaron a semifinales por mejor posición, tocando el turno de medirse ante los Pumas de la UNAM. Con un ajustado marcador global de 2-0, el equipo Monterrey accedió a la final de nueva cuenta como lo había logrado un año atrás.
Tocaría entonces el turno de enfrentar al equipo de Santos Laguna quien había clasificado a la liguilla como tercero de la tabla general. El resultado al término de los 90 minutos del primer partido de la final fue a favor de los locales (Santos Laguna) por marcador de 3 goles contra 2 gracias a un error en la defensiva de los visitantes con un autogol del defensa veterano Duilio Davino.
El 5 de diciembre de 2010 en el encuentro final de regreso jugado en el Estadio Tecnológico, el partido culminó en su primera mitad con la ventaja para los locales de 1-0. En los últimos 45 minutos el equipo del Monterrey logró 2 goles que dejarían el marcador 3-0 (global 5-3, donde Humberto Suazo fue el autor de 2 goles y José Basanta fue autor del tercero), con lo cual el equipo regiomontano de la mano de Víctor Manuel Vucetich conseguiría su 4.º título del fútbol mexicano.
Fecha: 5 de diciembre de 2010.
| Orozco Pérez Mier Davino Basanta Paredes Meza Cardozo Morales Zavala Ayoví Suazo De Nigris Santana |

|  |

#### Campeón de la Liga de Campeones de la Concacaf 2010-11
Luego de obtener su clasificación tras el campeonato obtenido en el Torneo Apertura 2009, Monterrey fue preclasificado directamente en la fase de grupos donde enfrentó al Deportivo Saprissa de Costa Rica, al Marathón de Honduras y al Seattle Sounders de Estados Unidos terminando la fase de grupos como líder de su sector después de 5 victorias y 1 empate. Ya en Cuartos de final venció a Toluca con marcador global de 2-0 (1-0 en ambos encuentros) y en semifinales derrotó al Cruz Azul con un 3-2 global (2-1 y 1-1).
El 20 de abril de 2011 se jugó la final de ida en el Estadio Tecnológico empatando 2-2 con el Real Salt Lake de Estados Unidos, goles de Aldo de Nigris (18'), Nat Borchers (35'), Humberto Suazo (62') y Javier Morales (89'). Este marcador daba ligera ventaja al cuadro estadounidense por regla de gol de visitante y llenó el entorno mediático albiazul de incertidumbre previo a un difícil partido de vuelta en un estadio en donde el Real Salt Lake ostentaba un importante récord de partidos invicto.
La final de vuelta se efectuó el 27 de abril de 2011 en el Rio Tinto Stadium de la ciudad de Sandy, Utah, la cual ganó el CF Monterrey con un marcador de 1-0, el único gol del partido fue obra del chileno Humberto Suazo cuando agonizaba la primera mitad; en el trámite del encuentro se destaca la heroica actuación del arquero Jonathan Orozco quien salvó la meta rayada en múltiples ocasiones debido al constante ataque del cuadro local.
Con este título los albiazules consiguieron su segundo campeonato internacional oficial; resaltando el hecho de que el CF Monterrey terminó el torneo de forma invicta con un total de 9 juegos ganados y 3 empatados.
Fecha: 27 de abril de 2011.
| Orozco Pérez Mier Basanta Osorio Martínez Meza Morales Ayoví Cardozo Davino Suazo Santana |

|  |

Mientras tanto en el Clausura 2011 el equipo clasificó a la liguilla como séptimo general en búsqueda del bicampeonato, sin embargo fue eliminado en cuartos de final por Pumas, quien a la postre sería campeón. Posteriormente en el Apertura 2011 Monterrey se queda fuera de liguilla al quedar en la undécima posición con 24 puntos.

#### Copa Mundial de Clubes de la FIFA 2011
En su papel de campeón de Concacaf, los Rayados obtuvieron su derecho de disputar la Copa Mundial de Clubes de la FIFA 2011 celebrada en Japón, debutando el día 11 de diciembre en el Estadio Toyota en la ciudad del mismo nombre. Luego de empatar a un gol en tiempo regular ante el Kashiwa Reysol de Japón, es eliminado en la fase de cuartos de final del certamen intercontinental en la tanda de penaltis.
En su partido de despedida celebrado el día 14 de diciembre, el CF Monterrey logra ganar por marcador de 3-2 al Espérance de Túnez, campeón de África, salvando así el quinto lugar de la competición mundial.

#### Campeón de la Liga de Campeones de la Concacaf 2011-12
Luego de ganarse su clasificación tras el campeonato obtenido en el torneo Apertura 2010, el CF Monterrey, quien defendía la corona como el vigente campeón de la Concacaf fue preclasificado directamente en la fase de grupos donde enfrentó al Club Sport Herediano de Costa Rica, al Comunicaciones de Guatemala y al Seattle Sounders de Estados Unidos, terminando la fase de grupos como líder de su sector después de 4 victorias y 2 derrotas. Ya en Cuartos de final venció a Morelia con marcador global de 7-2 (1-3 y 4-1) y en semifinales dio cuenta de Pumas, a quien derrotó con un 4-1 global (3-0 y 1-1).
El 18 de abril de 2012 el CF Monterrey alcanzó la final continental por segunda vez consecutiva. El partido de ida se efectuó en el Estadio Tecnológico resultando en triunfo del cuadro albiazul con un marcador de 2-0 ante el Santos Laguna con una destacable actuación del histórico delantero chileno Humberto Suazo quien marcó los 2 goles del encuentro (mins 60' y 86'), siendo el segundo de gran manufactura dejando atrás a 4 rivales para mandar el balón al fondo de las redes.
La final de vuelta se efectuó el 25 de abril de 2012 en el Territorio Santos Modelo ante un lleno total y un ambiente hostil, Monterrey perdía el encuentro por marcador de 2-0 con goles de Daniel Ludueña (45+2') y Oribe Peralta (50'), este resultado parcial mandaba a tiempo complementario, con el cuadro lagunero atacando constantemente poniendo en riesgo la meta rayada. Cuando el título parecía distante apareció el argentino Neri Cardozo quien con un gol al minuto 82 le daba el título al CF Monterrey por marcador global de 3-2. El cuadro regiomontano consiguió así el Bicampeonato de la Liga de Campeones de la Concacaf.
Fecha: 25 de abril de 2012.
| Orozco Meza Mier Basanta Chávez Delgado Carreño Zavala Pérez Cardozo de Nigris Morales Reyna Ayoví |

|  |

Al mismo tiempo Monterrey terminó la fase regular del Torneo Clausura 2012 como segundo lugar general y con la mejor diferencia de goles con diecisiete. Ya una vez en liguilla salió avante frente al Club Tijuana por marcador global de cuatro por tres en cuartos de final. En semifinales dio cuenta del Club América por marcador global de dos por cero. Posteriormente, se enfrentó de nueva cuenta al Club Santos Laguna ahora en la gran final del torneo local cayendo por un global de tres por dos logrando solo el subcampeonato. Meses después finaliza el Torneo Apertura 2012, como séptimo lugar general accediendo así a la liguilla, sin embargo, fue eliminado en la primera fase por el Club Tijuana por marcador global de dos por uno.

#### Copa Mundial de Clubes de la FIFA 2012
Por segunda vez consecutiva Monterrey asistió a la Copa Mundial de Clubes de la FIFA en su edición 2012, en su papel de Bicampeón continental de América del Norte, Centro y Caribe. El día 9 de diciembre en la ciudad de Toyota, derrota al campeón de Asia, el Ulsan Hyundai de Corea del Sur por marcador de 3-1, superando así la fase de cuartos de final donde había sido derrotado en su debut.
Ya en la fase de Semifinal caería por marcador de 1-3 ante el campeón de Europa, el Chelsea de Inglaterra, el 13 de diciembre en el Estadio Yokohama ubicado en la ciudad del mismo nombre.
En el partido por el tercer puesto disputado el día 16 de diciembre, derrota al campeón de África, el Al Ahly de Egipto con marcador de 2-0, logrando así una de las actuaciones más destacadas en la competición internacional por parte de un equipo de Concacaf.

#### Campeón de la Liga de Campeones de la Concacaf 2012-13
Tras obtener su clasificación por el subcampeonato obtenido en el torneo Clausura 2012, el CF Monterrey defendía la corona como el vigente bicampeón de la Concacaf, en la fase de grupos enfrentó al Municipal de Guatemala y al Chorrillo de Panamá, terminando la fase de grupos como líder de su sector después de cuatro victorias. Ya en Cuartos de final venció a Xelajú de Guatemala con marcador global de 4-2 (1-3 y 1-1), posteriormente en la semifinal derrotó a Los Angeles Galaxy de Estados Unidos con un 3-1 global (1-2 y 1-0).
El 24 de abril de 2013 el CF Monterrey alcanzó la final continental por tercera vez consecutiva, el partido de ida fue en el Territorio Santos Modelo de Torreón, el cual terminó con un marcador de 0-0 ante el Santos Laguna en un duelo lleno de tensión y oportunidades de gol en ambas porterías.
La final de vuelta se efectuó el 1 de mayo de 2013 en un Estadio Tecnológico repleto de aficionados alentando al equipo local. Santos Laguna tomó una ventaja que parecía definitoria al anotar en dos ocasiones por conducto de Darwin Quintero (38') y Felipe Baloy (51'), el CF Monterrey requería de 3 goles para poder proclamarse campeón ya que el empate beneficiaba al equipo de la Comarca por regla de gol de visitante; fue hasta el minuto 60, con un gol de Aldo de Nigris que la esperanza volvió al cuadro regiomontano, que con ánimos renovados se volcó al ataque. Al minuto 84' el argentino Neri Cardozo conseguía el gol del empate tras una serie de rebotes en un tiro de esquina, el equipo continuó el asedio sobre el equipo lagunero, logrando el gol del triunfo al minuto 87' por conducto de Aldo de Nigris; ya en el complemento (91') Humberto Suazo sepultó toda esperanza del conjunto visitante al marcar el cuarto gol del partido tras una descolgada en velocidad del mediocampista Jesús Zavala, sellando así una remontada histórica en el marcó de un campeonato obtenido de manera invicta por segunda ocasión.
Con este título el CF Monterrey se consagró Tricampeón de la Liga de Campeones de la Concacaf (2010-2011/2011-2012/2012-2013), siendo el primero en lograrlo en este nuevo formato e igualando una hazaña que en campeonatos continentales había sido conseguida por última vez por el Bayern Múnich al adjudicarse el Tricampeonato de Europa (1973-1974/1974-1975/1975-1976).
Fecha: 1 de mayo de 2013.
| Orozco Mier López Basanta Meza Chávez Cardozo Corona Zavala Ayoví Solís Madrigal de Nigris Suazo |

|  |

En el Clausura 2013 el equipo accede a la liguilla en la novena posición general, esto debido a que el Querétaro ocupó la octava posición pero descendió en este mismo torneo, por lo que le dejó su lugar en la liguilla a Rayados. En cuartos de final el rival fue el superlíder y acérrimo rival Tigres, a quien eliminó con un global de 1-2 (1-0 en la ida y 1-1 en la vuelta) gracias a un autogol de Israel Jiménez en el juego de vuelta en 'El Volcán'. Ya en semifinales el equipo fue eliminado con global de 4-3 por el Club América, quien posteriormente salió campeón.
Para el Apertura 2013 hubo destacadas salidas y entradas de distintivos elementos, tales como la transferencia al Club Deportivo Guadalajara de Aldo de Nigris y la llegada del colombiano Dorlan Pabón, así como la pronta salida de este. Estos fueron factores que probablemente provocaron un mal inicio de torneo con 2 derrotas, 3 empates y apenas 1 victoria, sumando solo 6 puntos de 18 en juego hasta la jornada 6. La gota que derramó el vaso para el entrenador Víctor Manuel Vucetich fue la derrota con León por 3-1 en la jornada 7, provocando la salida de Vucetich con Rayados. 'El Vuce' se fue como el director técnico con más títulos en el club, con 2 Ligas, 1 InterLiga y 3 Ligas de Campeones de la Concacaf. El encargado de tomar las riendas del club a casi medio torneo fue 'El Profe' José Guadalupe Cruz, pero a Rayados no le alcanzó para clasificar a la liguilla al quedarse con 20 puntos en la undécima posición. El logro más destacado del equipo en el semestre fue su actuación en su regreso a la Copa MX, en donde eliminaron en cuartos de final al acérrimo rival Tigres en tanda de penales después de empatar 2-2 en tiempo regular. Sin embargo en semifinales fueron goleados en casa 0-3 por Monarcas Morelia.

#### Copa Mundial de Clubes de la FIFA 2013
El Club de Fútbol Monterrey llegaba a su tercer mundial consecutivo como vigente Tricampeón de Concacaf. En el entorno del club existía incertidumbre por una mala campaña en el semestre anterior que había desencadenado en la destitución del multicampeón Víctor Manuel Vucetich; ahora bajo el mando de José Guadalupe Cruz se dirigían de nuevo a la cita de los campeones, esta vez en Marruecos.
En su primer partido se enfrentarían al Raja Casablanca, campeón marroquí quien se impuso 2-1 en Tiempos Extras al cuadro albiazul en un duelo que se caracterizó por constantes fallas de definición y errores puntuales defensivos del elenco regiomontano, quienes a pesar de dominar las acciones del juego no pudieron llevarse la victoria de la cancha de Agadir.
En el partido por el quinto lugar disputado en Marrakech, el CFM se enfrentaría al campeón africano, el Al-Ahly de Egipto, a quienes derrotaron por un abultado marcador de 5-1.
Con este resultado el Monterrey llegó a 16 goles y se afianzó como segundo lugar en el goleo histórico de la Copa Mundial de Clubes de la FIFA, solo superado por el FC Barcelona con 17 dianas. En el terreno individual César Delgado, con 5 anotaciones se erigiría como el máximo anotador en la historia del mundial de clubes; por otro lado, con 5 pases de gol Neri Cardozo se adjudicó el mayor número de asistencias en el ranking histórico del mundial.
Para el Clausura 2014 después de 7 jornadas, el equipo se encontraba en el lugar 16 de la tabla general con solo 6 puntos, por lo que el técnico José Guadalupe Cruz fue cesado. Rayados quedó en manos de Carlos Barra y José Treviño, quienes dirigieron al club de manera interina por el resto del torneo, logrando alcanzar 23 puntos pero quedándose fuera de liguilla por tener menor diferencia de goles con el Club León, quien clasificó en octavo. Ya en el Apertura 2014, Carlos Barra tomó las riendas del club de forma definitiva, logrando clasificar a Rayados a la liguilla después de dos torneos con 27 puntos en sexto lugar. En cuartos de final eliminaron al Atlas de Guadalajara con global de 2-1, pero solo llegaron a semifinales al ser derrotados por el Club América con global de 3-0.
En el Clausura 2015 después de 6 fechas, el Monterrey solo había conseguido 4 puntos de 18 posibles, ubicándose en la penúltima posición general. Esto propició el cese de Carlos Barra y la llegada de Antonio Mohamed, quien anteriormente había hecho campeón al Club Tijuana y al Club América. 'El Turco' logró mejorar el nivel de juego de Rayados y alcanzó los 24 puntos, sin embargo quedaron en la posición 12 fuera de zona de liguilla, despidiéndose así del Estadio Tecnológico.
El 2 de agosto de 2015 el Club de Fútbol Monterrey inauguró su nuevo estadio, el Estadio BBVA Bancomer, en un partido amistoso contra el Benfica de Portugal, en el cual se disputaron la octava edición de la Copa Eusebio. El partido finalizó con marcador de 3-0 a favor de Rayados, el autor del primer gol en la nueva casa rayada fue el canterano César Montes. Ya en el Apertura 2015 se jugó el primer partido oficial, derrotando 4-3 al CF Pachuca; el primer gol en partido oficial fue de Ariel Nahuelpán para los Tuzos, mientras que para el Monterrey fue de Rogelio Funes Mori. El Monterrey finalizaría el torneo eliminado en noveno lugar con 23 puntos.
El torneo Clausura 2016 fue uno de los más destacados en la década para el CF Monterrey, pues llegaron jugadores de renombre como Carlos Sánchez y Rogelio Funes Mori, con este último Mohamed armó un tridente letal en la delantera junto a Dorlan Pabón y Edwin Cardona, logrando sumar 38 goles en el torneo y ubicarse en la primera posición con 37 puntos. En cuartos de final enfrentaron a su rival Tigres UANL, a los que derrotaron 1-3 en el juego de ida en el Universitario, y en la vuelta perderían en casa 1-2 con un polémico arbitraje de Francisco Chacón. En semifinales vencieron al Club América con global de 4-3, y en la final se enfrentaron al CF Pachuca. En la ida en el Estadio Hidalgo, los Tuzos sacaron ventaja 1-0. En el juego de vuelta en la primera final jugada en el Estadio BBVA Bancomer, Monterrey iba ganando 1-0 con gol de Dorlan Pabón al minuto 39', y en la recta final del juego todo indicaba que el juego se iría a los tiempos extras. Sin embargo el Pachuca sorprendió con gol en el último minuto del tiempo añadido y ganó en el global 1-2, coronándose en el torneo.
Durante la Liga de Campeones de la Concacaf 2016-17 es colocado en el grupo D junto con el Árabe Unido de Panamá y el Don Bosco FC de Haití, pero termina en 2° lugar siendo eliminado en fase de grupos. 
Después de un torneo sin calificar, para el Clausura 2017 el conjunto albiazul regresaba a la liguilla como segundo lugar general, en donde de nueva cuenta enfrentaba al máximo rival Tigres en la instancia de cuartos de final. El Monterrey contaba con superioridad en duelos a eliminación directa contra el máximo rival, ya que había avanzado en las 4 ocasiones que se habían enfrentado en la liguilla en los torneos cortos, y una más en la Copa MX. Sin embargo en esta ocasión no fue así, pues en la ida se fueron goleados del Universitario 4-1 con dobletes del francés André-Pierre Gignac y de Jesús Dueñas, por parte de Rayados descontó José Basanta. En tanto en la vuelta perdieron 0-2 en el Estadio BBVA Bancomer con otro doblete de Gignac, quedando los Rayados eliminados con global de 6-1.
Para el torneo siguiente, el Monterrey se reforzó con jugadores de renombre tales como Avilés Hurtado, Jorge Benítez y el arquero Juan Pablo Carrizo; además de los regresos de Neri Cardozo y Stefan Medina. El equipo finalizaría la fase regular del Apertura 2017 como superlíder con 37 puntos, siendo el equipo con más partidos ganados (11) y menos partidos perdidos (2), con más goles anotados (29) y menos recibidos (12), manteniendo el invicto de local y además contando con el goleador del torneo que era Avilés Hurtado con 11 goles. En la liguilla vapuleó a sus rivales en las primeras dos instancias, pues goleó en el global 6-2 al Atlas en cuartos de final y 5-0 al Morelia en la semifinal. La final la jugarían por primera vez contra su acérrimo rival, los Tigres de la UANL. La ida se jugó en el Estadio Universitario el 7 de diciembre de 2017, partido que acabó en un empate 1-1 con goles de Nicolás Sánchez por parte de Rayados y de Enner Valencia con un penalti a lo Panenka por parte de Tigres. A los minutos 88' y 91' el mediocampista de Rayados; Leonel Vangioni y el defensa de Tigres; Hugo Ayala salieron expulsados.
La vuelta se jugó el 10 de diciembre del 2017 en el Estadio BBVA Bancomer. El primer gol cayó al minuto 2 de los pies de Dorlan Pabón. 28 minutos después y 15 antes del final de la primera mitad, Eduardo Vargas mete el primer tanto del conjunto universitario con un remate con la derecha desde fuera del área por abajo, junto al palo izquierdo con asistencia de Jesús Dueñas. Solamente 5 minutos después, Francisco Meza anotaba el segundo tanto con un remate de cabeza desde muy cerca al centro de la portería, gracias a la asistencia de Rafael Carioca con un centro al área tras un saque de esquina. Tras la reanudación, ambas escuadras seguían intentando acercarse lo suficiente para anotar otro gol. Al minuto 71', Tigres perdía a uno de sus mejores hombres, el volante de ataque Enner Valencia. Al 76' Ismael Sosa sustituía a su compañero lesionado. Tras ello, se reanudaba el partido. Al minuto 81' se decretó un penal bastante polémico, basado en una falta de André-Pierre Gignac sobre "El Conejo" Jorge Benítez. Al minuto 83' Avilés Hurtado cobra el penal y lo vuela por encima del arco de Nahuel Guzmán, desaprovechando la oportunidad de empatar la serie y alargarla a los tiempos extras. Al minuto 95' Neri Cardozo fue expulsado tras propinar una patada a Javier Aquino. Tras 6 minutos de compensación, Tigres fue decretado campeón del Apertura 2017, haciendo historia al ganar la primera "Final Regiomontana" en la Liga MX y dar la vuelta olímpica en la cancha rayada. Esta ha sido posiblemente la derrota más dolorosa en la historia del club, pero el equipo tuvo que reponerse rápidamente porque tenían en puerta la final de la Copa MX.

#### Campeón Copa MX Apertura 2017
En el camino para obtener su segundo título de Copa México, el Monterrey superó la fase de grupos en primer lugar del grupo 2 y tercer lugar de la tabla general gracias a su triunfo de local y empate de visita ante los Pumas de la UNAM (1-1 y 3-1), así como sus victorias de local y visitante ante el Celaya (3-0 y 0-1). Esto le permitió jugar todos sus partidos de la fase final a juego único en condición de local.
Ya en la fase de eliminación directa enfrentó en octavos de final a los Leones Negros con un resultado de 2-2 en los 90 minutos y 4-3 en los tiros penales; en la fase de cuartos de final eliminó al Santos Laguna con un abultado marcador de 4-1; y en la ronda de semifinales se midió ante el América con un resultado de 0-0 durante el tiempo reglamentario y 3-0 en los penales.
Con un tanto de Avilés Hurtado se quedaron con la corona del Apertura 2017 de la Copa MX, al vencer 1-0 al Pachuca en el Estadio BBVA Bancomer, siendo este el primer título obtenido en este estadio y único campeonato conseguido durante la primera etapa de Antonio Mohamed al frente de los Rayados de Monterrey.
Fecha: 21 de diciembre de 2017.
| Carrizo Vangioni Montes Basanta Medina Ortiz Juárez González Sánchez Pabón Molina Funes González Avilés |

|  |

Al torneo siguiente, Rayados buscaba obtener el bicampeonato de la Copa MX, sin embargo fue eliminado en casa en tanda de penales por el Querétaro en la ronda de octavos de final. Mientras que en el torneo de Liga Clausura 2018 el equipo calificó a la liguilla en tercer lugar, pero fue eliminado rápidamente en cuartos de final por el Tijuana, empatando 1-1 en la ida en el Estadio Caliente y perdiendo de local en la vuelta 1-2. Un par de días después de la eliminación se hizo oficial la renuncia de Antonio Mohamed de la dirección técnica del equipo. Después de tres años concluyó la era del 'Turco', en donde logró un título de Copa, dos subcampeonatos de Liga y el liderato de la tabla de cocientes en ese entonces.
En julio Monterrey pierde la final de la Supercopa de México ante el Necaxa con marcador de 0-1.
Para el Apertura 2018 el equipo quedó a cargo de Diego Alonso, entrenador que hizo campeón al Pachuca. En su primer semestre al mando, logró llevar al Monterrey a la final de Copa, perdiéndola ante el Cruz Azul por 0-2. Mientras en la Liga MX, del mismo Apertura 2018, terminó en 5° lugar eliminando a Santos Laguna en cuartos de final con marcador de 3-0 pero siendo eliminado en semifinales ante Cruz Azul con marcador de 1-1, por la posición en la tabla general.

#### Campeón de la Liga de Campeones de la Concacaf 2019
Seis años después de su último título internacional, Rayados regresó a una final de la Concachampions, y en esta ocasión tuvo la oportunidad de experimentar una revancha deportiva frente a su acérrimo rival -los Tigres- y, de nueva cuenta, enfrentándose en el Gigante de Acero. 
Por segunda ocasión, el formato de la Liga de Campeones fue a eliminación directa comenzando en octavos de final sin fase de grupos. De esta forma, Rayados comenzó su camino rumbo al título frente al Alianza al cual derrotó con un marcador global de 1-0 (0-0; 1-0). En los cuartos de final, se enfrentó al Atlanta, campeón de la MLS de la temporada anterior, y al cual venció con un global de 3-1 (3-0; 1-0). En las semifinales nuevamente le tocó jugar contra un equipo de la MLS, esta vez, el Sporting Kansas City, equipo contra el cual tendría su resultado global más holgado de la competencia, 10-2 (5-0; 2-5).
Para la gran final del torneo, se presentó un acontecimiento nunca antes visto en la competencia, una final entre equipos de una misma ciudad. El Clásico Regiomontano también experimentó su primera final internacional, por lo cual se habían generado muchas expectativas. El 23 de abril, el partido de ida se jugó en el Estadio Universitario, el cual terminó con un marcador de 0-1, gracias a un gol anotado de cabeza por Nicolás Sánchez al minuto 43' del primer tiempo tras un cobro de tiro de esquina. En el partido de vuelta, con un Estadio BBVA al máximo de su capacidad, nuevamente Nico Sánchez marcó un gol en la final, esta vez de penal, al minuto 25'. Para agregar dramatismo a la final, al minuto 85', André-Pierre Gignac anotó un gol de tijera con lo cual los minutos finales fueron agónicos, la gran final se saldó con un marcador de 1-1 (global 2-1). Con este resultado, el director Técnico, Diego Alonso pudo conseguir su segundo título de campeón en un torneo internacional frente al mismo rival y los Rayados consiguieron su cuarto título de Liga de Campeones de la Concacaf.
Fecha: 1 de mayo de 2019.
| Barovero Layún Medina Sánchez Gallardo Rodríguez González Pizarro Ortiz Pabón Meza Funes Avilés Montes |

|  |

#### Copa Mundial de Clubes de la FIFA 2019
El Club de Fútbol Monterrey jugaría el mundialito después de haber tenido un mal inicio de torneo e incluso con la sustitución de Diego Alonso como DT del club. Antonio Mohamed llegó a Monterrey en esta segunda etapa en el banquillo para el mes de octubre, donde dirigió cinco partidos de la fase regular, logrando sacar tres triunfos y dos empates, de esta forma clasificó al equipo en octavo lugar de la tabla general. Posteriormente, en la liguilla se convirtió en otro equipo y terminaron eliminando a Santos Laguna, Rayos del Necaxa. Antes de disputar la final frente al América, tuvo que participar en Catar para este evento. 
Monterrey participaba por cuarta ocasión en el mundial de clubes, y en esta ocasión, sus rivales fueron el equipo del país anfitrión Al-Sadd en los cuartos de final. Un equipo al que parecía que le ganaría con amplía ventaja ya que al final del primer tiempo el resultado era de 2-0, pero los dirigidos por Xavi Hernández le complicaron la tarea al equipo del Turco Mohamed. Al final, el partido terminó 3-2 con anotaciones de Vangioni, Funes Mori y Charly Rodríguez.
En las semifinales el rival fue el Liverpool en el Estadio Internacional Khalifa en Doha. Apenas a los 12 minutos, Naby Keïta puso en ventaja al conjunto inglés, sin embargo, bastaron 2 minutos para que Funes Mori empatara el marcador y así se fueran al descanso. En la segunda parte el Monterrey mantuvo un juego bastante equilibrado frente al mejor equipo de Europa y fue hasta el tiempo agregado que Roberto Firmino anotó el tanto que le quitó la posibilidad al conjunto rayado de llegar a una final mundial.
Para el partido por el tercer lugar, la mayoría de los jugadores titulares tuvieron que regresar a México para prepararse para la final frente al América, por lo tanto, el juego contra el Al-Hilal Saudí, vigente campeón de Asia, sería con un cuadro completamente alternativo, motivo por el cual, la hazaña de convertirse en el primer equipo en conseguir el Tercer Lugar Mundial por segunda ocasión adquirió mayores proporciones. El cotejo finalizó en los 90 minutos con un empate 2-2, con los tantos rayados anotados por Ponchito González y Maxi Meza. En la tanda de penales —ya que no hubo prórroga— los anotadores fueron Jonathan González, Stefan Medina, Funes Mori y el portero Luis Cárdenas, quien se convirtió en el héroe de Catar al atajar dos penales y anotar el penal del triunfo.

#### 5° Campeonato (Apertura 2019)
El técnico Diego Alonso había conquistado la Concachampions 2019 ante su acérrimo rival Tigres en el Estadio BBVA, pero, en el Clausura 2019 había sido eliminado en semifinales frente a este mismo equipo en el Estadio Universitario. Para el Apertura 2019, los resultados irregulares, durante las 12 fechas solo ganó 5 partidos. En la fecha 13, se da el reemplazo temporal por parte de José Treviño y Héctor Becerra y para la fecha 14 asume el mando en su segunda etapa el argentino Antonio Mohamed hasta final del torneo. Aún en la fecha 17 el equipo se encontraba fuera de la liguilla, sin embargo, una goleada por 4-0 frente a Tijuana en calidad de visitante, y otro triunfo ante Atlas por 2-0 de locales, le permitieron cerrar el torneo en 8.º lugar, cosechando 27 puntos.
En los cuartos de final se midió ante el líder de la tabla, el Santos Laguna el cual contaba con la mejor ofensiva del campeonato, los Rayados mantuvieron el ritmo con el que habían terminado el torneo y golearon al equipo con un marcador de 5-2 en el Gigante de Acero, gracias a un doblete de Pabón, Nico Sánchez, Janssen y un autogol de Gerardo Arteaga. Para el partido de vuelta en Torreón, nuevamente el Toro Janssen se hizo presente en el marcador, el marcador final fue de 1-1 y Rayados avanzó a semifinales con un marcador global de 6-3.
En las semifinales el rival a vencer fue el Necaxa. En la ida, los dirigidos por el Turco Mohamed consiguieron un triunfo por 2-1 gracias a un gol tempranero de Jesús Gallardo y otro tanto de Vincent Janssen quien nuevamente se hizo presente en el marcador ante la ausencia por lesión de Rogelio Funes Mori. Para el partido de vuelta, en el Estadio Victoria, Monterrey se vio obligado a hacer un cambio en el primer tiempo de la Vuelta de la Semifinal ante Necaxa por la lesión de Vincent Janssen. El neerlandés no pudo terminar los primeros 45 minutos, debido a una lesión en la pierna derecha después de hacer un disparo lejano. En su lugar, Rogelio Funes Mori ingresó a la cancha, luego de varias semanas lesionado. De este modo, en tiempo de compensación, al minuto 95, Funes Mori se hace presente en el marcador y anota el único gol del partido y con lo cual, Monterrey avanza a la gran final del torneo con un global de 3-1.
Después de su digna participación en la Copa Mundial de Clubes de 2019 donde obtuvo nuevamente un Tercer Lugar Mundial, el 26 de diciembre Monterrey jugó el partido de ida de la final de la Liga MX ante el América. Los primeros 90 minutos en el BBVA quedaron marcados por los goles de último minuto (al 45' +1) de Stefan Medina (con una jugada que tuvo que ser decidida por el VAR ante un supuesto fuera de juego del colombiano y por un agónico gol de chilena de Funes Mori al (90' +3). Con el marcador parcial de 2-1 la afición rayada soñaba con alcanzar el quinto título del club pues en palabras de Antonio Mohamed, el equipo traía consigo la suerte del campeón. En el partido de vuelta el día 29 de diciembre, y ante más de 70,000 aficionados en el Estadio Azteca el equipo disputó la final de vuelta la cual tuvo un comienzo difícil para los albiazules, ya que el América salieron a atacar desde los primeros minutos del partido. Fue hasta el segundo tiempo que el equipo pudo recomponerse y ajustar las líneas, le quitó la pelota al equipo local y el tiempo regular terminó en un 2-1 (3-3 global) con lo cual el partido se fue hasta los tiempos extra que terminaron sin anotaciones y todo se decidió desde el punto de penal. En la tanda de penales, Vincent Janssen, Rogelio Funes Mori, Nico Sánchez y Leonel Vangioni consiguieron anotar por lo que el resultado de 4-2 le dio el ansiado título a La Pandilla después de 9 años de sequía, el tercer título en la carrera de Antonio Mohamed y su primer título de liga con el club.
Fecha: 29 de diciembre de 2019.
| Barovero Layún Montes Medina Sánchez Vangioni Rodríguez Pizarro Janssen Ortiz Pabón González Funes Gallardo Meza |

|  |

### Los años 2020: Campeonatos en tiempos de pandemia

#### Campeón Copa MX 2019-20
El año 2020 comenzó de manera irregular para la institución, ya que en la liga no lograron ganar ni un solo partido hasta la fecha 10, siendo el último lugar en esta instancia desde la quinta fecha, sin embargo, el equipo se salvó de una polémica mayor al ser cancelado el torneo debido a la pandemia del COVID-19.
No obstante, en el torneo de copa, el equipo obtuvo resultados mucho mejores, ya que previamente lograron completar la fase de grupos de manera perfecta, siendo también líderes generales, para las rondas eliminatorias, los Rayados derrotaron al Celaya con marcador global de 7-3 en los octavos de final, luego derrotarían 1-0 a Santos Laguna en cuartos de final con gol de José Alvarado, en las semifinales ahora se enfrentarían a los Bravos de Juárez, la llave terminó empatada a dos goles cuando los dos equipos ganaron 2-0 fungiendo como locales, así que se definiría todo en tanda de penales, en donde los Rayados lograron derrotarlos 6-5, clasificando a la final del torneo contra los Xolos de Tijuana, sin embargo, la final se pospondría inicialmente al 16 y 23 de septiembre debido a la pandemia, y luego fue pospuesta nuevamente al 21 de octubre y 4 de noviembre.
El partido de ida, celebrado en Tijuana, el equipo rayado se impondría con un penal de Nicolás Sánchez al minuto 18, y llegaría con ventaja a la vuelta, a disputarse en el Estadio BBVA, en donde los Rayados lograrían ganar la serie al cobrar otro penal al minuto 86, esta vez por Vincent Janssen, los Xolos descontaron dos minutos después con gol de David Barbona pero fue insuficiente para igualar el marcador global (que terminó 2-1 a favor de los Rayados), así Monterrey ganaba su tercera Copa MX y se convertía en el campeón vigente tanto de liga como de copa, además de también ser en esos momentos campeón defensor de la Liga de Campeones de la Concacaf.
Fecha: 4 de noviembre de 2020.
| Cárdenas Cantú Sánchez Montes Vegas González Meza Rodríguez Janssen Kranevitter Alvarado Zapata Funes Hurtado Gallardo Gutiérrez |

|  |

#### Quinto título de CONCACAF Liga de Campeones
Luego de un torneo sin liguilla, en el año 2021, Javier Aguirre fue contratado como nuevo director técnico del Monterrey, tras la renuncia de Antonio Mohamed. Tras una campaña con un desempeño algo cuestionable, Rayados logró entrar en los primeros cuatro lugares, pero fue eliminado en cuartos de final.
Mientras que en la Liga de Campeones de la Concacaf 2021, Rayados fue emparejado con el Club Atlético Pantoja de República Dominicana, en la ida, el cuadro regio ganó 3-0, para la vuelta en Monterrey, la afición pudo volver al estadio para ver el partido, con aforo reducido y distintas medidas sanitarias, el cuadro local logró la victoria 3-1 y calificó a la siguiente fase con un global de 6-1.
En cuartos de final, el equipo regiomontano se enfrentó al Columbus Crew de Estados Unidos, en la ida el equipo estadounidense logró hacer un buen partido, llegando a ganar parcialmente al 87, pero José Alfonso Alvarado mantuvo el empate a dos goles. En la vuelta, las cosas fueron sencillas para Rayados y derrotó 3-0 al equipo de Ohio.
Monterrey llegó a las semifinales ante el Cruz Azul, el 11 de agosto los Rayados salieron airosos ante los cementeros con gol de Maximiliano Meza. La vuelta fue celebrada el 16 de septiembre en el Estadio Azteca. Monterrey logró iniciar de mejor forma y al minuto 7 tomaron ventaja doble, por medio de Maximiliano Meza, con el gol de visitante a su favor los Rayados bajaron su nivel de intensidad, lo que permitió al Cruz Azul empatar el partido, aunque al minuto 17, Duván Vergara volvía a poner en ventaja a Rayados y al minuto 24 Rogelio Funes Mori prácticamente sentenció el destino celeste, el mismo Funes Mori cerró la cuenta del encuentro al 52, con un contundente 4 a 1. Monterrey le ganó a Cruz Azul por primera vez en el Azteca desde que la Máquina regresó en 2018. De esta manera evitó un Clásico Joven de final de CONCACAF, ya que el Club América lo esperaba tras eliminar al Philadelphia Union.
Los Rayados sin embargo, arrastraron 4 derrotas al hilo en liga antes de su duelo ante los americanistas; el América por su parte era líder general. De esta forma llegó el jueves 28 de octubre de 2021, los Rayados llegaban a su segunda final de Concachampions en los últimos años y tanto los regios como los cremas no habían perdido una final de la competencia. Con un estadio BBVA al 70% de su capacidad, por motivos de la pandemia del COVID-19, los Rayados iniciaron otra final en su estadio. En los primeros 15 minutos Monterrey inició al frente, con un América algo desconcertado por la hinchada rayada, tras 2 oportunidades desperdiciadas, al minuto 9 Rogelio Funes Mori anotó un gol más como Rayado tras un gran error de Sebastián Cáceres. Monterrey tuvo más oportunidades pero no pudo ampliar su ventaja, mientras que el América no logró generar demasiado. A escasos minutos del final, Vincent Janssen desperdició una oportunidad estupenda para amarrar la victoria. El árbitro añadió 9 minutos al partido, y luego de un final dramático por una revisión del VAR, los Rayados conquistaron su quinto cetro de la CONCACAF Liga de Campeones.
Fecha: 28 de octubre de 2021.
| Andrada Medina Montes Moreno Vegas González Aguirre Ortíz Kranevitter Rodríguez Meza Funes Janssen Gallardo |

|  |

A la par de esto en la liga Rayados termina en 9° lugar de la tabla y elimina en repechaje a Cruz Azul con un abultado 4-1 en el Estadio Azteca, pero caerían eliminados ante el Atlas con un 0-0 en la ida y un 1-1 en la vuelta (los rojinegros pasarían por mejor posición en la tabla).

#### Copa Mundial de Clubes de la FIFA 2021
En 2022 Rayados llega al Mundial de Clubes donde se enfrentaría ante el Al-Ahly de Egipto por tercera vez, sin embargo Monterrey caería por la mínima y sería eliminado en primera ronda, ya en el partido por el quinto lugar lo ganarían 3-1 ante el Al-Jazira de Emiratos Árabes Unidos con goles de Rogelio Funes Mori, César Montes y un autogol, quedándose con el quinto lugar.

## Uniforme
El primer uniforme del Monterrey, en 1945, era blanco, dividido diagonalmente del hombro izquierdo a la cintura, azul en la parte superior y blanco en la parte inferior, con pantaloncillo blanco y medias azules. Luego, en la temporada 1955-56 cuando fue campeón de Segunda División, usaba un uniforme blanco, con dos rayas azules delgadas juntas atravesando el pecho horizontalmente y pantaloncillo blanco igual que las medias. Ya para la temporada 1959-1960 el short era blanco y las medias blancas con tres rayas azules horizontales inspiradas en el uniforme del Tampico Madero Fútbol Club del cual había sido seguidor el Dr. Carlos Canseco.
Actualmente el uniforme de local se compone de un fondo blanco con tres líneas azules que se difuminan a blanco al final de la playera, con pantaloncillos y medias blancas.
El jersey de visita es completamente oscuro con detalles en gris y blanco, formando parte de una campaña mundial de la marca Puma.
| Primer | (Ver evolución) | Actual |

### Patrocinadores actuales

#### Otros patrocinios
- Puma
- BBVA México
- Heineken N.V. (Tecate)
- Coca-Cola
- The Home Depot
- Gatorade
- AT&T
- Quesos Chilchota
- H-E-B
- Bokados
- Pinturas Berel
- Grupo Senda
- Vidusa
- OXXO Gas
- Codere

### Patrocinadores anteriores
| Período       | Proveedor |
| ------------- | --------- |
| 1981-1982     | Famax     |
| 1984-1991     | Adidas    |
| 1991-1999     | ABA Sport |
| 1999-2006     | Atlética  |
| 2007-2014     | Nike      |
| 2014-presente | Puma      |

| Período                                | Patrocinador Principal |
| -------------------------------------- | ---------------------- |
| 1991-1998                              | Ábaco                  |
| 1998-2016                              | Bimbo                  |
| 2016-2020                              | AT&T                   |
| Copa Mundial de Clubes de la FIFA 2019 | OXXO                   |
| 2021-presente                          | Codere                 |

## Instalaciones

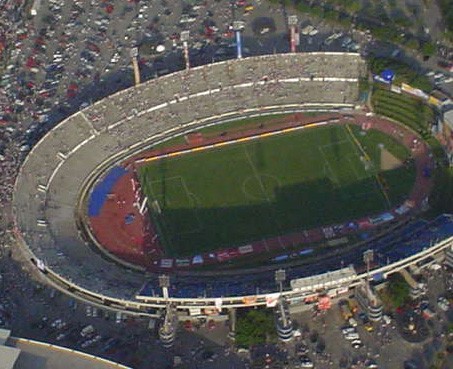
Estadio Tecnológico.

El Club de Fútbol Monterrey cuenta con varias instalaciones para sus diversos entrenamientos y actividades administrativas, todas localizadas dentro de la zona metropolitana de Monterrey. Oficinas, tienda, y sede oficial del equipo están localizadas en Av. Revolución #846 B, Colonia Jardín Español, C.P. 64820, Monterrey, Nuevo León. Tanto El Cerrito como El Barrial, sedes de entrenamiento de sus fuerzas básicas y del primer equipo respectivamente, están localizadas en el Municipio de Santiago. El Barrial cuenta con diversas canchas deportivas, gimnasio, alberca, y circuito de arena para el acondicionamiento físico del equipo, así como también instalaciones médicas y de rehabilitación física.
A lo largo de su historia el Club de Fútbol Monterrey ha registrado diferentes sedes para jugar sus partidos de local. Durante su temporada de debut 1945-1946 jugó sus partidos de local en el ahora desaparecido Estadio de Béisbol Cuauhtémoc y Famosa. A su regreso en 1952 registra al Estadio Tecnológico como su sede, en la cual se mantiene hasta enero de 1973, fecha en la cual se muda al Estadio Universitario. En septiembre de 1980 regresa al Tecnológico que hasta el mes de mayo de 2015 fungió como su sede, a pesar de que desde hace muchos años su capacidad resultaba insuficiente.

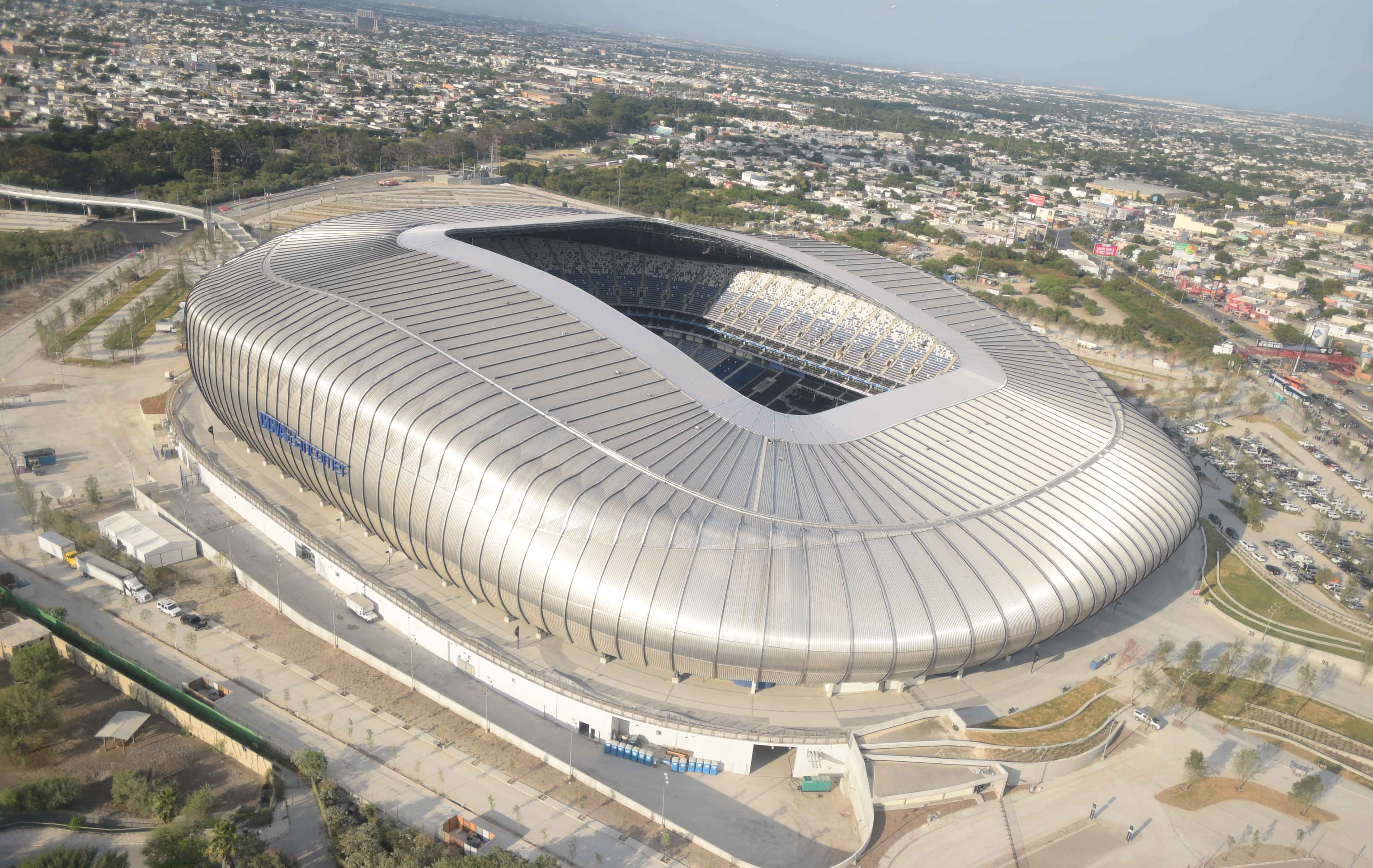
Estadio BBVA.

### Estadio
El Estadio BBVA es el actual estadio de local del Club de Fútbol Monterrey desde el año 2015, cuenta con una capacidad oficial de 53 500 espectadores y se encuentra ubicado en el municipio de Guadalupe, Nuevo León, México, que forma parte de la Zona Metropolitana de Monterrey. En 2008 se presentó oficialmente el proyecto de este estadio cuya inversión fue de 200 millones de dólares. Después de un retraso en su fase de aprobación de permisos debido a polémicas urbanísticas, sociales y ecologistas, el 5 de agosto de 2011 la Secretaría de Medio Ambiente y Recursos Naturales aprobó el cambio de uso de suelo del predio del estadio y la primera fase de la construcción arrancó días después. Su diseño estuvo a cargo de la firma multinacional de arquitectura Populous, y fue inaugurado el 2 de agosto de 2015 con la octava edición de la Copa Eusébio en un partido contra el Benfica de Portugal, con un marcador de 3-0 a favor de Monterrey.

## Rivalidades
Durante su historia el Club de Fútbol Monterrey ha gestado grandes rivalidades contra diversos equipos, más notablemente contra aquellos que también tuvieron como sede al estado de Nuevo León. Durante su etapa en segunda división en los años cincuenta Monterrey desarrolló una rivalidad contra el ahora desaparecido Club Deportivo Anáhuac, disputando con éste el antiguo clásico del fútbol regiomontano. Años después nace otra gran rivalidad por el orgullo de la ciudad al surgir un equipo llamado Club de Fútbol Nuevo León apodado bajo el mote de Jabatos y que tuvo como base a los elementos del Anáhuac.
Asimismo, también surgieron rivalidades regionales tales como aquella contra el Tampico Madero, que por ahora milita en segunda división, contra el cual inclusive disputó una final, además de suscitarse diversos episodios de violencia entre sí. Otra rivalidad regional que ha surgido recientemente es aquella contra el Club Santos Laguna debido a su cercanía geográfica y a que ambos equipos tuvieron un crecimiento notable en la década de los 2000 ganando títulos y siendo equipos protagonistas, además de disputar partidos importantes entre sí, entre los que destacan dos finales de Liga y dos de la Liga de Campeones de la Concacaf.

### Clásico Regiomontano
El máximo rival del Club de Fútbol Monterrey es Tigres de la UANL, con el cual disputa el Clásico Regiomontano. El clásico es el juego más grande de la temporada en el Zona Metropolitana de Monterrey, debido a su intensidad y pasión.

## Afición
La afición del Club de Fútbol Monterrey es reconocida como una de las mejores aficiones a nivel nacional por la prensa mexicana, jugadores, y directivos. Año con año es una de las aficiones con mejor porcentaje de asistencia a su estadio pues la mayor parte del boletaje es vendido previo al inicio del torneo. Asimismo, se volvió común la asistencia de miles de aficionados a los entrenamientos a puerta abierta en el Estadio Tecnológico, llegando a tener entradas de más de 20,000 personas en las prácticas.
A partir de la inauguración del Estadio BBVA, el Club se ha caracterizado por tener la mejor asistencia de aficionados en todo el continente, con un promedio de 48,300 asistentes por partido.

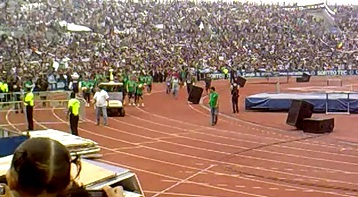
25 000 personas en el entrenamiento del Monterrey.

## Jugadores

### Plantilla y cuerpo técnico
- De acuerdo con los reglamentos vigentes, de competencia de la Liga MX (2025-26) y de participación por formación de la FMF (2021), los equipos de la primera división están limitados a tener registrados en sus planteles un máximo de nueve jugadores no formados en México (NFM), de los cuales solo ocho pueden ser convocados por partido y únicamente siete podrán tener participación. Esta categoría de registro, no solo incluye a los extranjeros, sino también a los mexicanos por naturalización. Los jugadores que obtengan su carta de naturalización durante el torneo, permanecerán con el registro de su nacionalidad de origen hasta el certamen siguiente; no obstante, si un jugador naturalizado participa de un partido de competencia oficial con la selección mexicana, podrá ser registrado como «formado en México» para la campaña siguiente.[36][37]
- En virtud de lo anterior, la nacionalidad expuesta aquí, corresponde a la del registro formal ante la liga, indistintamente de otros criterios como doble nacionalidad, la mencionada naturalización o la representación de un seleccionado nacional distinto al del origen registrado.
- En cumplimiento de lo dispuesto por el artículo 28 del reglamento de competencia, los clubes deberán acumular un mínimo de 1170 minutos jugados por elementos formados en México (FM), nacidos a partir del 1 de enero de 2003; para ello, y de conformidad con los artículos 8, 9 y 10, podrán utilizar jugadores de sus equipos de categorías menores que participan en las Ligas de Fuerzas Básicas; o en caso de tenerlas, de sus filiales de Liga de Expansión, Liga Premier y Liga TDP. Todo lo anterior con el formato de «carnet único», es decir, la autorización formal de la FMF para jugar en todos los equipos ligados a la misma institución. Por lo cual, para los efectos de esta tabla, solo aparecerán los jugadores registrados en la fuente principal (sitio oficial de la Liga MX) para el primer equipo, y no aquellos que en el lapso del certamen disputen partidos para cumplir la regla de menores, sin estar inscritos en el plantel principal.[38]

### Altas y bajas: Apertura 2025
| Altas              | Altas     | Altas           | Altas    |
| Jugador            | Posición  | Procedencia     | Tipo     |
| ------------------ | --------- | --------------- | -------- |
| Santiago Mele      | Portero   | Atlético Junior | Traspaso |
| Roberto de la Rosa | Delantero | C.F. Pachuca    | Traspaso |

| Bajas            | Bajas     | Bajas      | Bajas    |
| Jugador          | Posición  | Destino    | Tipo     |
| ---------------- | --------- | ---------- | -------- |
| César Ramos      | Portero   | Atlas F.C. | Préstamo |
| Johan Rojas      | Medio     | C. Necaxa  | Préstamo |
| Alfonso González | Medio     | Atlas F.C. | Traspaso |
| Nelson Deossa    | Medio     | Real Betis | Traspaso |
| Alfonso Alvarado | Delantero | C. León    | Traspaso |
| Jordi Cortizo    | Medio     | C. León    | Traspaso |

### Jugadores internacionales
| Selección | Categoría | #  | Jugador(es) |
| --------- | --------- | -- | --- |
| México    | Absoluta  | 11 | Erick Aguirre, Víctor Guzmán, Héctor Moreno, Carlos Salcedo, Luis Reyes, Jesús Manuel Corona, Gerardo Arteaga, Fidel Ambríz, Roberto de la Rosa, Germán Berterame |
| Colombia  | Absoluta  | 1  | Stefan Medina |
| Uruguay   | Absoluta  | 1  | Santiago Mele |
| Argentina | Absoluta  | 2  | Esteban Andrada, Lucas Ocampos |
| España    | Absoluta  | 3  | Sergio Canales, Oliver Torres, Sergio Ramos |

Nota: en negrita jugadores parte de la última convocatoria en la correspondiente categoría.

### Máximos anotadores
- Actualizado hasta el 31 de julio de 2025.

| #  | Jugador               | Periodo               | LIG | LGL | COP | CON | REC | LIB | MDC | INL | LGC | Total | Ref.                 |
| -- | --------------------- | --------------------- | --- | --- | --- | --- | --- | --- | --- | --- | --- | ----- | -------------------- |
| 1  | Rogelio Funes Mori    | 2015-2023             | 114 | 18  | 19  | 5   | 0   | 0   | 3   | 1   | 1   | 160   |                      |
| 2  | Humberto Suazo        | 2007-2009 / 2010-2014 | 85  | 17  | 0   | 16  | 0   | 0   | 2   | 1   | 0   | 121   |                      |
| 3  | Mario de Souza Mota   | 1984-1992             | 89  | 1   | 5   | 1   | 0   | 0   | 0   | 0   | -   | 96    | [ 39 ]               |
| 4  | Dorlan Pabón          | 2013 / 2014-2021      | 64  | 9   | 12  | 3   | 0   | 0   | 0   | 0   | 0   | 88    |                      |
| 5  | Aldo de Nigris        | 2009-2013 / 2015-2017 | 49  | 10  | 6   | 16  | 0   | 0   | 2   | 0   | -   | 83    |                      |
| 6  | Milton Carlos         | 1973-1978             | 67  | 4   | 2   | 0   | 0   | 0   | 0   | 0   | -   | 73    | [ 40 ]               |
| 7  | Rubén Romeo           | 1974-1980             | 64  | 4   | 0   | 1   | 0   | 0   | 0   | 0   | -   | 69    |                      |
| 8  | Guillermo Franco      | 2002-2006             | 48  | 15  | 0   | 2   | 0   | 0   | 0   | 0   | -   | 65    | [ 41 ]               |
| 9  | Alfredo Jiménez       | 1970-1975             | 51  | 0   | 7   | 1   | 0   | 0   | 0   | 0   | -   | 59    | [ 42 ] [ 43 ]        |
| 10 | Germán Berterame      | 2022-                 | 36  | 10  | 0   | 4   | 0   | 0   | 3   | 0   | 6   | 59    |                      |
| 11 | Francisco Javier Cruz | 1984-1988 / 1999      | 49  | 3   | 2   | 3   | 0   | 0   | 0   | 0   | -   | 57    | [ 44 ]               |
| 12 | Luis Ernesto Pérez    | 2003-2012 / 2015-2016 | 44  | 6   | 0   | 3   | 0   | 0   | 0   | 3   | -   | 56    | [ 45 ]               |
| 13 | Ubirajara Chagas      | 1967-1975             | 48  | -   | 7   | 0   | 0   | 0   | 0   | 0   | -   | 55    | [ 46 ]               |
| 14 | Sergio Verdirame      | 1992-1996             | 44  | 1   | 1   | 0   | 4   | 0   | 0   | 0   | -   | 50    | [ 47 ] [ 48 ] [ 49 ] |
| 15 | Jesús Arellano        | 1992-1997 / 2000-2011 | 44  | 4   | 0   | 0   | 0   | 0   | 0   | 1   | -   | 49    | [ 50 ]               |
| 16 | Nicolás Sánchez       | 2017-2021             | 27  | 4   | 6   | 5   | 0   | 0   | 0   | 0   | -   | 42    |                      |
| 17 | Neri Cardozo          | 2010-2016 / 2017      | 26  | 3   | 3   | 7   | 0   | 1   | 1   | 0   | -   | 40    |                      |
| 18 | Edwin Cardona         | 2015-2017             | 29  | 2   | 6   | 3   | 0   | 0   | 0   | 0   | 0   | 40    |                      |
| 19 | Maximiliano Meza      | 2019-2024             | 22  | 5   | 2   | 8   | 0   | 0   | 1   | 0   | 1   | 39    |                      |
| 20 | Antonio de Nigris     | 1999-2002             | 36  | 1   | 0   | 0   | 0   | 0   | 0   | 0   | -   | 37    |                      |

- (En negritas) Jugadores en activo con el club.

Simbología:
LIG: Liga

LGL: Liguilla

COP: Copa México

CON: Copa/Liga de Campeones de la Concacaf

REC: Recopa de la Concacaf

LIB: Copa Libertadores

MDC: Copa Mundial de Clubes de la FIFA

INL: InterLiga 

LGC: Leagues Cup

### Campeones de goleo
- México 1986  Francisco Javier Cruz (14)
- Apertura 2004  Guillermo Franco (15)
- Clausura 2008  Humberto Suazo (13)
- Clausura 2015  Dorlan Pabón (10)
- Apertura 2017  Avilés Hurtado (11)

### Dorsales retirados
- 26: Humberto Suazo
- 28: Jesús Arellano

## Dirigentes

### Dirigentes actuales
Actualizado a noviembre de 2022.
- Presidente del consejo de administración: Manuel Filizola Flores
- Vicepresidente Ejecutivo: Pedro Esquivel Ayanegui
- Presidente deportivo: José Antonio Noriega
- Director de Operaciones: Alberto Salvador Molina Caballero
- Director administrativo:  Luis Treviño Martínez
- Director Comercial: Xavier Sánchez Gómez
- Director de Comunicación: Luis Lara
- Director de fuerzas básicas: Nicolás Martellotto Rolfo

## Datos del club
- Primer partido disputado:
  - En torneos nacionales: Monterrey 1- San Sebastián 0 (Temporada 1945-46, 19 de agosto de 1945).
  - En torneos internacionales: Monterrey 2- Serbian White Eagles (Can) 0 (Copa de Campeones de la Concacaf 1975, 5 de julio de 1975).
- Torneos en Primera División de México: 87.
- Torneos en Segunda División de México: 7.
- Liguillas por el título: 32.
- Finales disputadas:
  - De liga: 12 (México 1986, 1992-1993, Clausura 2003, Apertura 2004, Apertura 2005, Apertura 2009, Apertura 2010, Clausura 2012, Clausura 2016, Apertura 2017, Apertura 2019 y Apertura 2024).
  - De copa: 5 (1964, 1969, 1991, A-2017, A-2018, 2019-20)
  - De campeón de campeones: 1 (2003).
  - De Supercopa MX: 1 (2018)
  - De torneos internacionales: 6 (Recopa de la Concacaf 1993, Concacaf Liga Campeones 2011, 2012, 2013, 2019 y 2021).
- Mejor puesto en la liga:
  - En torneos largos: Segundo lugar (Temporada 1973-74, Temporada 1990-91).
  - En torneos cortos: Superlíder (Bicentenario 2010, Clausura 2016, Apertura 2017 y Clausura 2023)
- Peor puesto en la liga:
  - En torneos largos: Último lugar (Temporada 1945-46, Temporada 1956-57).
  - En torneos cortos:último lugar(clausura 2020).
- Puesto histórico Primera División: 8.º.
- Puesto histórico en Liguillas Primera División: 6.º.
- Más puntos en una temporada:
  - En torneos largos: 51 (Temporada 1995-96).
  - En torneos cortos: 40 (Clausura 2023).
- Mayor número de goles marcados en una temporada:
  - En torneos largos: 72 (Temporada 1974-75).
  - En torneos cortos: 47 (Clausura 2016 y Apertura 2004, incluyendo liguilla).
- Mayor racha de partidos consecutivos ganados: 8 (Temporada 1963-64).
- Mayor racha de partidos consecutivos sin perder: 16 (Temporada 1992-93).
- Mayor racha de partidos consecutivos sin perder como local: 26 (Temporada 1991-92 jornada 16 hasta Temporada 1992-93 jornada 27).
- Más victorias en un torneo: 22 victorias en 34 jornadas (Temporada 1973-74).
- Más empates en un torneo: 16 empates en 38 jornadas (Temporada 1979-80).
- Menos victorias en un torneo: 2 victorias en 19 jornadas (Clausura 2004). Excepto el Prode 85 con 1 victoria en 8 jornadas.
- Menos empates en un torneo: 1 empate (Clausura 2016).
- Menos derrotas en un torneo: 1 derrota (Bicentenario 2010).
- Mayor goleada conseguida:
  - En torneos nacionales: Monterrey 8 - Necaxa 3 (Temporada 1961-62) y Monterrey 8 - San José de Toluca 0 (Temporada 1958-59 de la Segunda División).[52]
  - En torneos internacionales: Monterrey 6 - San Jose Oaks (EUA) 0 (Recopa de la Concacaf 1993), y Chorrillo FC (PAN) 0 - Monterrey 6 (Liga de Campeones de la Concacaf 2012-13).
- Mayor goleada recibida:
  - En torneos nacionales: Veracruz 14- Monterrey 0 (Temporada 1945-46).[53]
  - En torneos internacionales: Petrotela (Hon) 4- Monterrey 1 (Copa de Campeones de la Concacaf 1994).
- Empate más abultado en la historia:
  - En torneos nacionales: Santos Laguna 5- Monterrey 5 (Apertura 2003).
- Descensos: 1 (Temporada 1956-1957).

### Goles históricos
- El primer gol de toda la historia rayada fue anotado por José “Che” Gómez en la jornada 1 de la temporada 1945-46 el 19 de agosto de 1945, en el triunfo de 1-0 ante el San Sebastián de León en el parque Cuauhtémoc de béisbol.[54]
- El gol 500 lo anotó Ricardo Escamilla el 16 de febrero de 1969 en la victoria sobre el Guadalajara 5-2 que clasificó al equipo a la final de la Copa México.[54]
- El gol 1,000 fue obra de Basilio “Bacho” Salazar en partido celebrado el 20 de noviembre de 1977 en el Estadio Azteca en la jornada 14 del torneo 1977-78 ante el Club América y que finalizó con un marcador de 2-2.[54]
- El gol 1,500 fue a cargo de Francisco Esparza en la goleada sobre el Neza por 4-0 en el Estadio Tecnológico el 19 de diciembre de 1987.[54]
- El gol 2,000 fue obra de Gabriel Ruiz en el último minuto de tiempo regular del Clásico 52 ante Tigres celebrado el 27 de julio de 1996 en el empate de 2-2 en el Estadio Universitario (UANL) en el cual Monterrey posteriormente fue eliminado de la Copa México por vía de los penales.[54]
- El gol 2,500 fue obra de Aldo de Nigris el 18 de febrero de 2009 durante el torneo Clausura 2009 en la jornada 6, anotando el tercer gol de la victoria 3-0 ante Club Necaxa.[55]
- El gol 3,000 fue obra de Neri Cardozo el 17 de agosto de 2013 durante el torneo Apertura 2013 en la jornada 6, abriendo el marcador ante el Club Tijuana, finalizando con un 2-1 a favor del conjunto regiomontano.[56]

## Datos complementarios

### Historial de Rankings
- Mejor Posición en el Ranking Mundial de Clubes (por mes): 10.º (diciembre de 2019),[57] y 11.º (diciembre de 2019)[58] y (octubre de 2012).

- Mejor Posición en el Ranking Mundial de Clubes (por año): 8° (2019), 40.º (2011),[59] 42° (2012), y 45° (2010).[60]

### Partidos de celebraciones especiales
- Reinauguración del Estadio Tecnológico
Club de Fútbol Monterrey 2:1 Vojvodina, 12 de julio de 1966.

- Inauguración del Estadio Universitario
Club de Fútbol Monterrey 1:1 Club Atlético de Madrid, 30 de mayo de 1967.

- Despedida del jugador Ubirajara Chagas “Bira”
Club de Fútbol Monterrey 3:2 México, 28 de agosto de 1973.[61]

- Partido del 30 Aniversario
Club de Fútbol Monterrey 4:0 Tigres, 23 de agosto de 1975.[62]

- Despedida del jugador Jesús Arellano
Club de Fútbol Monterrey 1:0 Independiente, 16 de julio de 2011.

- Inauguración del Estadio BBVA Bancomer 
Club de Fútbol Monterrey 3:0 Sport Lisboa e Benfica, 2 de agosto de 2015.

- Homenaje del jugador Humberto Suazo
Club de Fútbol Monterrey 3:1 Club Sport Herediano, 10 de julio de 2016.

- Homenaje al jugador Aldo de Nigris
Rayados Campeones 5:2 Amigos de Aldo, 7 de octubre de 2017.

## Datos estadísticos del club
A continuación se listan estadísticas de los últimos cinco torneos de Liga de la Primera División.
| Torneo        | Fase     | JJ | JG | JE | JP | GF | GC | DIF | PTS | Posición         | Productividad |
| ------------- | -------- | -- | -- | -- | -- | -- | -- | --- | --- | ---------------- | ------------- |
| Apertura 2022 | Regular  | 17 | 10 | 5  | 2  | 29 | 13 | 16  | 35  | 2 de 18          | 68.6%         |
| Apertura 2022 | Liguilla | 4  | 1  | 1  | 2  | 5  | 6  | -1  | N/A | Semifinales      | 33.33%        |
| Clausura 2023 | Regular  | 17 | 13 | 1  | 3  | 35 | 14 | 3   | 40  | 1 de 18          | 78.4%         |
| Clausura 2023 | Liguilla | 4  | 1  | 2  | 1  | 3  | 2  | 1   | N/A | Semifinales      | 41.67%        |
| Apertura 2023 | Regular  | 17 | 10 | 3  | 4  | 27 | 15 | 12  | 33  | 2 de 18          | 64.71%        |
| Apertura 2023 | Liguilla | 2  | 0  | 1  | 1  | 1  | 2  | -1  | N/A | Cuartos de final | 16.67%        |
| Clausura 2024 | Regular  | 17 | 9  | 5  | 3  | 32 | 19 | 13  | 32  | 4 de 18          | 62.75%        |
| Clausura 2024 | Liguilla | 4  | 2  | 1  | 1  | 5  | 4  | 1   | N/A | Semifinales      | 58.33%        |
| Apertura 2024 | Regular  | 17 | 9  | 4  | 4  | 26 | 19 | 7   | 31  | 5 de 18          | 60.78%        |
| Apertura 2024 | Liguilla | 6  | 3  | 1  | 2  | 14 | 10 | 4   | N/A | Final            | 55.56%        |

## Palmarés

### Torneos oficiales
| Competición nacional (8)                                    | Títulos                                                                  | Subcampeonatos                                                                                     |
| ----------------------------------------------------------- | ------------------------------------------------------------------------ | -------------------------------------------------------------------------------------------------- |
| Primera División de México (5/7)                            | México 1986, Clausura 2003, Apertura 2009, Apertura 2010, Apertura 2019. | 1992-93, Apertura 2004, Apertura 2005, Clausura 2012, Clausura 2016, Apertura 2017, Apertura 2024. |
| Copa México (3/3)                                           | 1991-92, Apertura 2017, 2019-20.                                         | 1963-64, 1968-69, Apertura 2018.                                                                   |
| Campeón de Campeones (0/1)                                  |                                                                          | 2002-03.                                                                                           |
| Supercopa de México (0/1)                                   |                                                                          | 2017-18.                                                                                           |
| Segunda División de México (2/2)                            | 1955-56, 1959-60.                                                        | 1957-58, 1958-59.                                                                                  |
| Copa México de la Segunda División de México (0/1)          |                                                                          | 1957-58.                                                                                           |
| Campeón de Campeones de la Segunda División de México (1/1) | 1959-60.                                                                 | 1955-56.                                                                                           |

| Competición internacional (6)        | Títulos                                | Subcampeonatos |
| ------------------------------------ | -------------------------------------- | -------------- |
| Liga de Campeones de la Concacaf (5) | 2010-11, 2011-12, 2012-13, 2019, 2021. |                |
| Recopa de la Concacaf (1)            | 1993.                                  |                |

## Categorías inferiores

### Monterrey FAAC (Años 90s)
Tras su creación a principios de los 90, esta filial albiazul se convirtió en dos veces ganadora de la Tercera División de México: 92-93, sin derecho de ascenso, y 94-95, escalando a la Segunda División. Para el año 1995 la plaza se mudó a Saltillo convirtiéndose Saltillo Soccer Fútbol Club.

### Saltillo Soccer Fútbol Club (1995-01)
En 1995, Jorge Lankenau Rocha, propietario del club Monterrey, adquirió la franquicia de los Halcones de Aguascalientes, uno de los equipos fundadores de la Primera División 'A', tras este movimiento se creó el Saltillo Soccer para participar en la división de plata del fútbol mexicano.
El equipo saltillense se nutrió principalmente de futbolistas juveniles del Monterrey y funcionó como un equipo filial. Durante su paso en la segunda categoría del fútbol nacional, el Saltillo tuvo una actuación discreta y su mayor logro fue el de promover futbolistas al equipo principal.
En 1999 la empresa FEMSA tomó el control de los equipos de Monterrey y Saltillo después de que Jorge Lankenau comenzara a tener problemas legales y los clubes fueran intervenidos por la Secretaría de Hacienda y Crédito Público.

### Club de Fútbol Cobras (2001-05)
En el Invierno 2001 el equipo de Saltillo Soccer se mudan a la ciudad fronteriza y Cobras renació, como filial y dependiente de los Rayados de Monterrey. Al mando de Sergio Orduña el equipo logró disputar la final del Torneo Apertura 2003, la cual perdieron ante Dorados. El equipo jugó 3 torneos más en la división de plata con malos resultados hasta que al terminar el Clausura 2005 el equipo desapareció por deudas y en su lugar aparecieron de los Indios de Ciudad Juárez.

### Rayados 'A' (2004-09)
El equipo milito en la Segunda División y Primera 'A' del fútbol mexicano. El equipo fue llamado de 3 formas diferentes durando sus 5 años de existencia; 'Rayados Guadalupe', 'Rayados 2A' y 'Rayados Primera A'. Aunque para la temporada 2008-09 el equipo desapareció.

### Monterrey TDP
Después de la desaparición de 'Rayados A' en 2009, el club volvió a contar con un equipo filial en la tercera división profesional desde la temporada 2010-11 hasta la temporada 2014-15 y nuevamente en la temporada 2018-19. En donde logró disputar en 3 ocasiones la Liguilla de filiales. Durante las temporadas en la que el equipo participó utilizó los nombres de 'Monterrey C' y 'Monterrey B'.

### Club de Fútbol Monterrey Premier (2015-18)
El 25 de mayo de 2015 se anunció que los 18 equipos de Primera División tendrían un equipo filial en la Liga Premier de la Segunda División, para que los jugadores que superen los 20 años de edad y ya no puedan participar en la categoría Sub-20 se mantengan activos. Así, Monterrey fundó la filial de Segunda División llamándola "Rayados de Monterrey Premier".
En 2018, el requisito reglamentario de tener un equipo en Liga Premier fue eliminado, por lo que 12 de los 18 equipos pertenecientes a la Liga MX dejaron de contar un con una escuadra en esta categoría, entre ellos el cuadro filial del Monterrey.

### Raya2 Expansión (2021-23)
En 2020 nace la Liga de Expansión como un objetivo de estabilizar a la división de plata, cuyos equipos participantes pasaban por problemas económicos. Dentro de los objetivos de la Liga de Expansión está la culminación de desarrollo de futbolistas juveniles en la categoría Sub-23. La cantera de Rayados exportó la mayoría de sus futbolistas a clubes como Atlético Morelia y Cancún FC, ante ello a finales de abril y principios de mayo de 2021 comienzan a surgir rumores de que Rayados crearía un equipo filial, "repatriando" a la mayoría de los futbolistas jóvenes cedidos en otros equipos del fútbol mexicano para que puedan jugar con este equipo, y posteriormente, en el primer equipo.
A principios de junio, trasciende que Aldo de Nigris (Auxiliar Técnico de Javier Aguirre en Rayados) sería Director Técnico del equipo mientras tendría a Héctor Becerra (Director Técnico de Rayadas) como su Auxiliar Técnico, la noticia de la salida de Becerra del conjunto de Rayadas se da días después.
El 21 de junio de 2021, a través de un comunicado en las redes sociales de Rayados, se hace oficial la creación del equipo por parte de la directiva del club Monterrey. Al día siguiente se hace la presentación del cuerpo técnico y del escudo del equipo, el cual portará los mismos colores de la institución.
Su debut en la liga se da el 28 de julio en el Estadio BBVA dentro de la Jornada 1, ante Cancún FC, el resultado es la derrota 1:2, donde se puede destacar que el primer gol del club fue obra del canterano rayado Daniel Lajud al minuto 20' de partido con un golazo, después de pegarle desde el límite del área. Su primer triunfo lo consiguen ante el Tapatío por marcador de 2:0 en la jornada 3, al final del torneo, las derrotas ante Correcaminos y Atlético Morelia, más una combinación de resultados en la última jornada dejan a los Raya2 fuera del repechaje, como lugar 14 de la liga con 18 puntos. En el Clausura 2022 el equipo finalizó como último lugar de la tabla porcentual, pero por su condición de filial no recibió ningún castigo financiero por su desempeño.
El mejor torneo del equipo fue el Clausura 2023, en ese certamen Raya2 consiguió finalizar la fase regular en séptimo lugar con 24 puntos, por lo que clasificó al repechaje por primera vez en su historia. En esa ronda derrotaron 2-0 a Alebrijes de Oaxaca y entraron en la liguilla por el título, sin embargo, el equipo fue eliminado en cuartos de final por el Atlante con un marcador global de 2-0.
En mayo de 2023 la Asamblea de Dueños de la Liga MX aprobó la reforma de la segunda categoría del fútbol mexicano, con la cual todos los equipos participantes del máximo circuito deberán contar con un equipo Sub-23 en la Liga de Expansión, la cual será fusionada con la Liga MX Sub-20 para dar forma a una nueva liga para futbolistas de la categoría Sub-23. Como consecuencia de esta decisión, además de las pérdidas económicas que generaba este equipo, la directiva del Club de Fútbol Monterrey decidió eliminarlo para enfocarse en la nueva escuadra Sub-23 del club, por lo que el 23 de mayo de 2023 se anunció el final del proyecto Raya2 Expansión.

## Equipo femenino
El 5 de diciembre de 2016 Enrique Bonilla, presidente de la Primera División de México, anunció la creación de una liga profesional para mujeres. El club lanzó oficialmente la convocatoria para el equipo femenil el 3 de enero de 2017 dando así inicio al club de Fútbol Monterrey Femenil, las visorias se llevaron a cabo en dos fases los días 28 y 29 de enero, así como 4 y 5 de febrero en los campos de la UdeM San Pedro, Club Primavera, Nova y El Cerrito donde 2600 aspirantes mostraron su fútbol soñando con vestir la playera de Rayados.
El equipo tuvo su debut el 3 de mayo de 2017 en un partido de la Copa de la Liga MX Femenil 2017, se enfrentaron ante las águilas del América con resultado final de 6-0 a favor de las de coapa. 
Su segundo partido fue contra Tigres, en la primera edición del Clásico Regiomontano Femenil. El encuentro fue disputado el 4 de mayo de 2017, donde las felinas obtuvieron su primera victoria al derrotar 4-3 a las Rayadas, ganando asimismo el primer Clásico Regio Femenil. La felina Lanny Silva anotó el primer gol en la historia de los clásicos regios femeniles apenas en el primer minuto del encuentro. Al final de la competencia registraron una victoria, y dos derrotas.